# Corvey
Corvey (auch Corvei, Korvei, Korvey; lateinisch Corbeia nova) ist eine ehemalige reichsunmittelbare Benediktinerabtei direkt am Westufer der Weser auf dem Gebiet der heutigen Stadt Höxter, im Kreis Höxter in Nordrhein-Westfalen. Die UNESCO verlieh dem Westwerk der Stiftskirche sowie der Civitas Corvey im Juni 2014 den Status eines Weltkulturerbes.
Corvey war ein bedeutendes karolingisches Kloster und verfügte über eine der wertvollsten Bibliotheken des Landes. Die Abtei entwickelte sich im 9. und 10. Jahrhundert zu einem kulturellen, geistigen und wirtschaftlichen Zentrum im Gebiet der Sachsen. Nach einer Phase der Krise wurde Corvey im 11. Jahrhundert zu einem Reformkloster. Später baute es als „keyserliches und hochfürstliches Stift Corvey“ ein geschlossenes Territorium auf, verlor aber im Spätmittelalter an Bedeutung. Corvey gehörte als Fürstabtei in der Frühen Neuzeit zum Niederrheinisch-Westfälischen Reichskreis.
Die Folgen des Dreißigjährigen Krieges waren existenzbedrohend. Ab dem späten 17. Jahrhundert erfolgte jedoch der Wiederaufbau der Kirche und der Klostergebäude im Stil des Barock. In der Folgezeit verlor die Abtei wieder an Bedeutung und Anziehungskraft. Im Jahr 1792 wurde das Kloster daher auf eigenes Bestreben von Papst Pius VI. in ein Fürstbistum umgewandelt. Bereits 1803 wurde die territoriale Selbständigkeit vom Reichsdeputationshauptschluss aufgehoben, das Bistum blieb aber bis 1825 bestehen. 1820 kam Corvey in den Besitz des Landgrafen Viktor Amadeus von Hessen-Rotenburg. Durch Erbgang gelangte Corvey an die heutigen Eigentümer, die Herzöge von Ratibor aus der Linie Hohenlohe-Schillingsfürst.
Bauhistorisch ist vor allem das karolingische Westwerk mit seinen Fresken aus dem 9. Jahrhundert von Bedeutung. Die ehemalige Abteikirche ist ein Denkmal barocker Ausstattungskunst. Auf dem Friedhof neben der Kirche liegt das Grab des Dichters der deutschen Nationalhymne, Hoffmann von Fallersleben. Im Innern des Schlosses sind der Kaisersaal, die herzoglichen Salons und die Fürstliche Bibliothek mit zirka 74.000 Bänden zu besichtigen.

## Lage

Lage des Gebäudeensembles „Corvey“ (in Rot dargestellt) im Wesertal östlich der Altstadt von Höxter. Eingezeichnet sind auch die Reste von tom Roden, Nienkerken und der im Weserbogen gelegene Siedlungsschwerpunkt der ehemaligen Stadt Corvey.

Corvey liegt am linken, westlichen Ufer der Oberweser auf der Unterterrasse der Weser. Das Tal bildet hier die heutige Landesgrenze zwischen Nordrhein-Westfalen und  Niedersachsen. Nördlich bildet die Weser eine Schleife, das Wesertal ist hier breit und fruchtbar. Damit ist hier ein Übergang über die Weser mit einer Furt möglich, den auch der Westfälische Hellweg nutzte, um von Westen nach Osten über die Weser zu gelangen.
Östlich wird das Wesertal durch den Solling begrenzt, westlich durch das Oberwälder Land. Die Anlage von Corvey liegt auf dem Gebiet der Stadt Höxter und ist seit 1716 durch eine gerade Baumallee, die Corveyer Allee, verbunden.
Die Höxtersche Ortschaft Lüchtringen liegt nordöstlich von Corvey auf der östlichen Weserseite. Die nächste niedersächsische Stadt auf der östlichen Weserseite ist Holzminden.
Das Gebäudeensemble Corvey wird im Norden und Süden von landwirtschaftlich genutzten Flächen umgeben, die heute zum Besitz des Herzoglichen Hauses Ratibor gehören. In Sichtweite sind nordwestlich Grundmauern der ehemaligen Probstei tom Roden auszumachen, die vom Kloster Corvey aus besiedelt wurde und sich im 16. Jahrhundert auflöste. Im Süden weisen archäologische Funde auf dem Gelände des Corveyer Feldes (d. h. der tief gelegenen Fläche im Weserbogen, die bei Hochwasser oft überschwemmt wird) auf die ehemalige Stadt Corvey hin. In der Nähe finden sich der Höxteraner Weserhafen sowie der Bahnhof Höxter an der Bahnstrecke Langeland–Kreiensen. Die nächstgelegenen Großstädte sind Paderborn, Bielefeld, Hannover, Göttingen und Kassel.

## Geschichte

### Gründung
Nach der Eroberung Sachsens wollte Karl der Große die Christianisierung in dem neu gewonnenen Gebiet durch die Gründung eines Reichsklosters festigen und fördern. Durch den Tod Karls verzögerte sich die Umsetzung der Pläne. Die Halbbrüder Adalhard, Abt von Corbie (Corbeia Aurea) an der Somme, und Wala, ein Vetter Karls des Großen, gründeten mit Zustimmung von Ludwig dem Frommen 815 oder 816 als Nova Corbeia (neues Corbie) das erste Kloster im Land der Sachsen in Hethis, zunächst als Propstei von Corbie. Dorther kamen die ersten Mönche.
Der Ort Hethis kann bis heute nicht genau lokalisiert werden. Laut der Darstellung von Paul Wigand befand sich Hethis in unmittelbarer Nähe des heutigen Ortes Neuhaus im Solling in Niedersachsen. Andere Quellen halten ein Gebiet nordöstlich von Neuhaus zwischen dem Dorf Silberborn und dem Nordwestende des östlich von Silberborn gelegenen Torfmoores oder einen Ort unweit der Externsteine für realistischer. Ein weiterer Ort, der auf Grund seiner Namensgeschichte von Birgit Meineke mit Hethis in Verbindung gebracht wird, ist das lippische Heiden. Eindeutig jedoch ist überliefert, dass sich Hethis wegen seiner Unfruchtbarkeit als ungeeignet für das Klosterleben herausstellte. Die Mönche wussten nicht, wie sie an ausreichend Nahrung und Kleidung gelangen konnten und waren auf Hilfslieferungen aus dem Mutterkloster angewiesen. Trotz materieller Not erblühte in Nova Corbeia das Klosterleben. Die Klosterschule nahm ihren Betrieb auf, und die Klosterschüler beachteten und lebten getreulich und fromm die Klosterregel. Aber die Not wurde sehr groß, sodass sich die Mönche in drei Teile unter je einem Prior spalteten. Der Propst Adelbert begann in diesem Zusammenhang, über eine Ortsveränderung nachzudenken. Überraschend erreichte die Mönche die Nachricht, dass Adalhard der Ältere von Ludwig dem Frommen aus seiner Verbannung zurückgerufen wurde und seine Ämter wieder aufnehmen konnte. Er veranlasste eine große Hilfslieferung aus Corbie und bat den König um Genehmigung, sich nach einem geeigneteren Ort umschauen zu dürfen.
In diesem Zusammenhang verlegte der Konvent seinen Sitz im Jahre 822 an die Stelle des heutigen Schlosses Corvey. Das Kloster wurde an einem Übergang des Hellwegs über die Weser am Westufer errichtet und lag dadurch nur wenig östlich des Königshofs Huxori (später Höxter). Im Zusammenhang mit der Übersiedlung erweiterten Mönche aus dem Kloster Fulda etwa zur Hälfte den Konvent. Gleichzeitig erreichte das Kloster mit kaiserlicher Unterstützung von Corbie formal die Unabhängigkeit. Es wurde aber noch bis 826 in Personalunion mit dem Mutterkloster geleitet.
Der Kaiser schenkte Corvey 823 den Königshof sowie Reliquien des Heiligen Stephanus. Gleichzeitig bestätigte das Mutterkloster Corbie den Besitz aller bisher Corbie eigenen Güter in Sachsen. Dem Kloster wurden außerdem die Immunität und die freie Abtswahl gewährt.
Welch enge Beziehungen zwischen Kloster und Königtum bereits in dieser Zeit bestanden, zeigt die Tatsache, dass Corvey zum unfreiwilligen Aufenthaltsort des in Ungnade gefallenen Hilduin von Saint-Denis wurde. Vor diesem Hintergrund vollzog sich 836 die Reliquientranslation des heiligen Vitus aus der Kathedrale von Saint-Denis bei Paris. Dadurch wurde Vitus zum Stammesheiligen der Sachsen. Später führte man auch das Vituspatrozinium der Bischofskirche in Prag auf Corvey zurück. Das den bedeutenden Heiligen Stephanus und Vitus geweihte Corvey wurde zum Ziel zahlreicher Pilger. Von der Übertragung der Reliquien berichtet eines der wichtigsten Werke aus der frühen Geschichte Corveys, die Translatio sancti Viti martyris.
Neben dem benachbarten Stift Herford wurde Corvey zu einem Zentrum der frühen Mission in Skandinavien. 823 entsandte das Mutterkloster Corbie Ansgar (später Bischof von Hamburg-Bremen) als Lehrer und Prediger nach Corvey. Über die Person Ansgars hatte Corvey Anteil an den ersten Missionierungsversuchen in Skandinavien.
Corvey wich in einem Punkt von der Regula Benedicti ab, da es keine Mönche aus niederen Gesellschaftsschichten aufnahm. Die Brüder kamen durchweg aus dem hohen Adel Frankens und Sachsens.

### Materielle Basis

Villikationen und Grundbesitz Corveys (nach Rösener)

Das Kloster Corvey mit der Siedlung Corvey (um 1250)

Hans-Georg Stephan beschreibt das Kloster Corvey der Anfangszeit als „in vielerlei Hinsicht elitäre[s] Männerkloster des sächsischen Stammesadels mit langanhaltenden, bewußt [sic!] gepflegten westfränkischen Traditionen“. Für die Sicherung der materiellen Existenz der adeligen Mönche sorgte im Zuge der Hirsauer Reform die Aufnahme von Laienbrüdern in das Kloster. Diese „Konversen“ Genannten lebten nicht im Konvent und führten körperliche Arbeiten durch. Dadurch trugen sie Mirko Breitenstein zufolge „in den vom Adel dominierten Klöstern dazu bei, den Mönchen ein standesgemäßes Leben bieten zu können“. Stephan zufolge konnten die wirtschaftlichen Bedürfnisse des Klosters durch den Aufbau einer großen Grundherrschaft weitgehend abgedeckt werden, die bereits um 900 schätzungsweise mehrere tausend Hufen sowie zahlreiche Kirchen und Zehntrechte in dem weiten Raum zwischen Nordseeküste, Elbe, Rhein, Mosel, Lahn und unterer Werra umfasste. Die Zahl der abgabepflichtigen Bauernhöfe der Abtei Corvey wird auf mindestens 3000 geschätzt. Ein Schwerpunkt des Grundbesitzes war das Gebiet um Corvey selbst an der oberen Weser. Hinzu kamen das sogenannte „Corveyer Nordland“ im Bereich der unteren Ems über die Hase bis zur Hunte, das Gebiet um Marsberg an der Diemel sowie die Besitzungen an der mittleren Leine und im damaligen Ostsachsen um Gröningen. Gegliedert war der Besitz in Villikationen aus mehreren Höfen. Bis ins 17. Jahrhundert konnte Corvey die formelle Oberlehnshoheit über die Grafschaft Schwalenberg behaupten.
Dass Corvey eines der reichsten Klöster im deutschen Raum wurde, verdankte es vor allem königlichen Güterübertragungen und Schenkungen des sächsischen Adels. Festgehalten wurden die Erwerbungen in den Corveyer Traditionen. Durch Ludwig den Frommen (778–840) kamen Höxter, die Eresburg und Meppen in den Besitz Corveys. Ludwig der Deutsche (um 806–876) schenkte Hemeln, Hemmendorf und die Abtei Visbek, Zehntkirchen im Bistum Osnabrück sowie Weinberge bei Litzig an der Mosel. Lothar I. (795–855) schenkte dem Kloster Rügen und dessen Umland. Teilweise bis in die Neuzeit erhobene Ansprüche auf die Nutzung ihrer (vermeintlichen) Besitzrechte konnte Corvey indes nicht durchsetzen, da einige Urkunden gefälscht waren und da das Stift Corvey nie die militärische Stärke besaß, Forderungen notfalls im Alleingang mit Gewalt durchzusetzen. Generell ist es schwierig festzustellen, wann das Kloster bestimmte Rechte an Orten hatte, die außerhalb des späteren Territoriums des Stifts Corvey lagen. Ein Beispiel hierfür ist „Laon“, das heutige Lohne (Oldenburg). Seit 855 war das Kloster Visbek mit den gesamten Missionsgebieten dem Kloster Corvey unterstellt. Von Visbek aus wurden nachweislich Kirchen im sächsischen Lerigau gegründet. Da Lohne im Dersagau lag, ist unklar, ob Lohne Visbek unterstand. Es steht fest, dass die Äbte von Corvey in Lohne das Präsentationsrecht (Recht, Geistliche zu ernennen) ausübten. Es steht aber auch fest, dass Kaiser Otto II. im Jahr 980 sein [!] in „Laon“ gelegenes Eigentum dem Benediktinerkloster in Memleben überstellte.
Kaiserin Judith (795–843) soll nach der Überlieferung des Klosters ein kostbares Kreuz gestiftet haben. Bis zur Aufhebung des Klosters wurde zum Gedenken daran alljährlich an die Armen das Judithbrot verteilt. Noch im 14. Jahrhundert verfügte das Kloster über 60 Kirchen. Diese gruppierten sich insbesondere um die Propsteien Gröningen und Obermarsberg, die ehemalige Missionskirche Meppen und Corvey selbst. In der unmittelbaren Nähe zur Abtei Corvey lagen zwei kleinere (später aufgegebene oder verlegte) Propsteien oder Stifte Nienkerken und tom Roden. Hinzu kam das von Corvey gegründete Kloster Schaaken, das unterstellte Kloster Werbe sowie das Kloster Kemnade. Die Einnahmen und die Versorgung der für diese Kirchen Tätigen mussten durch die starke Beeinträchtigung der Klosterwirtschaft nach 1265 auf eine neue Basis gestellt werden.
Bereits 833 hatte das Kloster das Münzrecht für den Markt der Laiensiedlung Corvey erhalten. Dieses Privileg war das erste seiner Art im ostfränkischen Reich. Hans-Georg Stephan zitiert eine Begründung für das kaiserliche Privileg, in der es heißt, „die Gegend entbehre eines Handelsplatzes“. Anfangs wurden Münzen des Reichstyps geschlagen, die sich daher nicht einzelnen Münzstätten zuweisen lassen. Im Laufe des 11. Jahrhunderts entwickelten sich in Corvey eigene Münztypen. Als erster Abt erscheint Saracho von Rossdorf auf einer Münze. Nicht nur in Corvey selbst, sondern auch an anderen Orten hatte die Abtei Münzrecht. Seit 900 hatte es ein solches in Marsberg gegeben. Im Jahr 945 folgte Meppen. Im 13. Jahrhundert gab es auch Münzstätten in Volkmarsen und Höxter. Zumindest zeitweise konnte der Erzbischof von Köln in seiner Eigenschaft als Herzog von Westfalen im 13. Jahrhundert Corvey das Münzrecht in Corvey, Marsberg und Volkmarsen streitig machen. Dort kam im 14. Jahrhundert die Prägung ganz zum Erliegen. In Höxter wurden die Prägungen mit verschiedenen Unterbrechungen bis fast zum Ende der Abtei fortgesetzt. Neben Silbermünzen wurden Kupfer- und Goldmünzen geschlagen. Die letzten Prägungen von Kupfermünzen im Wert von 2 und 4 Pfennig erfolgten 1787.
Es entwickelte sich im Laufe der Jahrhunderte eine wirtschaftlich differenzierte Siedlung mit einer nicht-agrarischen Produktion. Der Ort hatte dem Kloster Corvey Anfang des 12. Jahrhunderts z. B. Messer und Zangen zu liefern. Am 20. April 1150 erhielt das Kloster von König Konrad III. das Recht, Erzgänge am Berg Eresburch auf Gold, Silber, Kupfer, Blei oder Zinn zu erschürfen und abzubauen. Am 21. Oktober 1192 belehnte Kaiser Heinrich VI. Abt Widukind und seine Nachfolger mit dem Recht auf den Erzbergbau im gesamten Klostergebiet sowie die entsprechenden Zehnten zu. In der Praxis betraf dies weiter vor allem das Gebiet um Marsberg. Zumindest aus der letzteren Urkunde lässt sich ein entwickelter Bergbaubetrieb an der Diemel schließen. Auch nach der Verlagerung des Siedlungsschwerpunktes nach Obermarsberg blieben Bergbau, Eisen- und Metallverarbeitung bedeutend. Der Bergbau im eigentlichen Klostergebiet um Corvey selbst war im Mittelalter und der Frühen Neuzeit weniger bedeutend. In rechtlicher Hinsicht übernahm das Kloster das Kurkölnische Bergrecht, wie es im Herzogtum Westfalen galt.
Die Siedlung Corvey entwickelte sich zur Stadt. Sie erhielt während einer Versammlung am 13. Mai 1265 die Zusage, dass die braunschweigischen Herzöge Albrecht und Johannes dem Kloster beistehen würden, falls die Bürger der Nachbarstadt Höxter sich weiterhin als Rebellen zeigen und den Herzögen nicht gehorchen. Als am 15. Juli 1265 Bischof Simon von Paderborn und die Bürger der Stadt Höxter gemeinsam mit Corveyer Ministerialen die Stadt Corvey überfielen und sie völlig verwüsteten, erwies sich die Zusage der Braunschweiger als wirkungslos. Mit ihrer Tat erreichten die Höxteraner, dass ein schnell bedeutender gewordener wirtschaftlicher Konkurrent ausgeschaltet wurde.

### Kulturelle Blütezeit

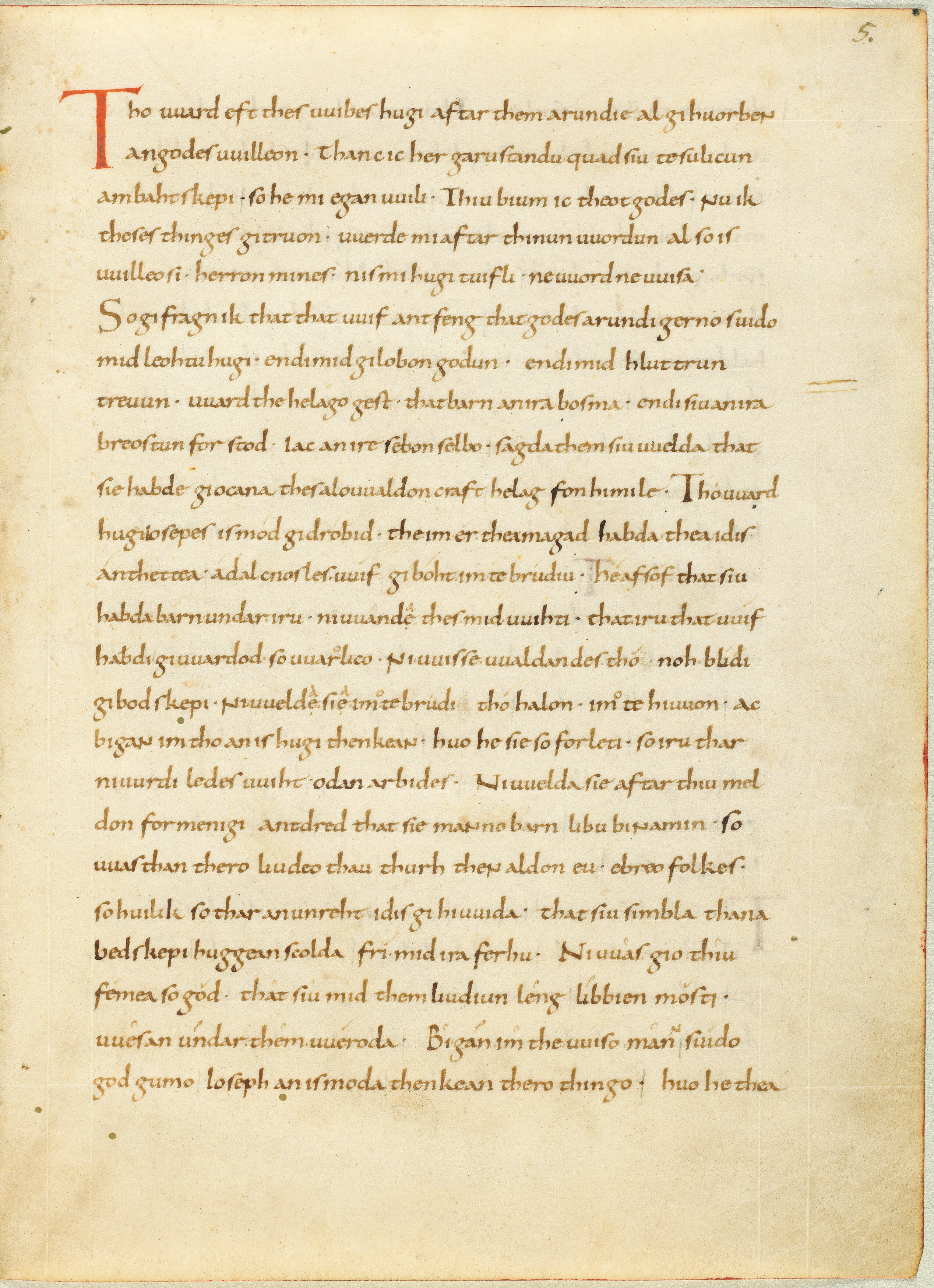
Faksimile aus der in Corvey um 850 entstandenen Heliandhandschrift (M, Cgm. 25)

Corvey wurde im 9. und 10. Jahrhundert zu einem der Zentren der christlichen Kultur in Nordwesteuropa. Die Anfänge der Klosterbibliothek, deren Bücher während der Säkularisation verstreut wurden, legte bereits Ludwig der Fromme. Heute noch erhalten sind die sächsischen Gesetze Karls des Großen, die fünf ersten Bücher der Annalen des römischen Historikers Tacitus sowie Schriften des römischen Schriftstellers und Philosophen Cicero. Das Kloster wurde zu einem der wichtigsten Vermittler der westfränkischen Kultur in Sachsen.
Der Höhepunkt dieser Phase lag in der Zeit der Äbte Bovo I. und Bovo II. zwischen 879 und 916. Neben den Äbten sind der in Corvey wirkende Dichter Agius und der Geschichtsschreiber Poeta Saxo zu nennen. Im Kloster entstanden außer dem bereits erwähnten Translationsbericht des heiligen Vitus verschiedene Viten und die Annales Corbeienses. Bovo II. verfasste einen Kommentar zu Boëthius. Zwei Corveyer Mönche schrieben die sich heute in München befindende Heliandhandschrift nieder. Ausstrahlung hatte ebenfalls die in Corvey praktizierte Liturgieform mit den monastischen Stundengebeten. Für die große Bedeutung des Klosters zu dieser Zeit spricht, dass neben Bischof Ansgar dessen vier Nachfolger in Hamburg und Bremen aus Corvey hervorgingen. Insgesamt kamen 23 Bischöfe in den ersten vier Jahrhunderten des Bestehens aus diesem Kloster. Dass Papst Gregor V. aus Corvey stammte, gehört wohl eher in den Bereich der Legende.
Die dreischiffige Basilika St. Stephanus und St. Vitus wurde 830 begonnen und 844 geweiht. 873–885 wurde das Westwerk nach dem Vorbild der Aachener Pfalzkapelle angeschlossen und ist somit das zweitälteste erhaltene Westwerk überhaupt. Es war eines der größten Gebäude des norddeutschen Raumes seiner Zeit. Die dort vorhandenen Fresken aus dem 9. Jahrhundert zeigen antike Motive der Odyssee.
König Arnulf besuchte 889 die neue Kirche und Abt Bovo I. präsentierte das Kloster als Memorialstiftung für das karolingische Königshaus. Nach dem Tod von Ludwig dem Kind und dem Ende der ostfränkischen Karolinger 911 blieb Corvey ein bedeutendes Kloster im sächsischen Raum. Seit dem ersten Besuch Konrads I. im Jahr 913 diente Corvey vielfach als Klosterpfalz, so unter anderem in den Jahren 940, 987 sowie allein sechsmal während der Regierungszeit Heinrichs II. Bis 1203 sind 25 Besuche von Königen nachgewiesen.  Wahrscheinlich war die Zahl der Besuche jedoch noch höher. Die Besuche der Könige zeugen zwar vom Ansehen Corveys, sie haben die Wirtschaft des Klosters aber auch stark belastet.
Im 10. Jahrhundert endeten die Beziehungen zur Kultur des westfränkischen Reiches. Stattdessen verengten sich die geistigen Beziehungen auf den sächsischen Bereich. Als einer der Hauptvertreter der ottonischen Renaissance gilt Bovo III. Außerdem wirkte dort zwischen 942 und 973 der Chronist Widukind von Corvey, der dort unter anderem seine Sachsengeschichte schuf.

### Reformkloster
Im Laufe der Zeit ließ die Klosterzucht nach. Mit Kaiser Heinrich II. begann die Zeit als Reformkloster. Er setzte 1015 unter dem Einfluss von Meinwerk, dem Bischof von Paderborn, Abt Walo ab und setzte an dessen Stelle Druthmar ein. Dieser stammte aus dem Kloster Lorsch und war mit der Gorzer Reformbewegung verbunden. Nur gegen harten Widerstand konnte er die Veränderungen durchsetzen. Ein Großteil der Mönche verließ das Kloster. Es blieben nur neun Brüder in der Abtei. In der Folge kamen weitere Äbte aus Lorsch oder Echternach.
Zur Zeit von Abt Markward orientierte sich Corvey teilweise an der Hirsauer Reform. Allerdings gab es wesentliche Unterschiede. Während in den Klöstern der Hirsauer Reform der jeweilige Ortsbischof den neugewählten Äbten den Bischofsstab überreichte, nahm ihn in Corvey der erwählte Abt selbst vom Altar. Eine Unterstellung unter Hirsau gab es nicht. Stattdessen gab es einen Verbrüderungsvertrag beider Klöster. Neben den von Anno II. ausgehenden Impulsen, wie der Gründung von Kloster Grafschaft, wurde Corvey zu einem Zentrum der Klosterreform im westfälischen Raum. In der folgenden Zeit wurde es selber zu einer Reformkraft und entsandte Mönche und Äbte in sechs weitere Klöster Sachsens. Anderswo stellten Corveyer Mönche den Gründungskonvent. Außerdem trug Corvey in dieser Zeit zur monastischen Erneuerung verschiedener Frauenklöster bei. Zur Zeit von Markward traten 86 Mönche neu in das Kloster ein. Dagegen waren es in den 25 Jahren zuvor nur 22 neue Mönche.
Eine Neuerung im Zuge der kirchlichen Reformbewegung war die Bildung von Laienbruderschaften. Diese Vitus- und Stephanusbruderschaften entstanden in Corvey zur Zeit Markwards und Erkenberts in verschiedenen Orten, in denen das Kloster Grundbesitz oder andere Rechte besaß. Den Anfang machte die Vituskirche in Goslar. Allein aus der Zeit zwischen 1081 und 1138 sind die Namen von 1350 Mitgliedern bekannt. Die Bruderschaften hatten eigene Satzungen und versammelten sich zum gemeinsamen Mahl, zur Unterstützung der Armen und zum Gedenken für die Verstorbenen. Die Eintrittsgelder wurden zum Nutzen des Klosters verwendet. Die Mönche ihrerseits gedachten der Toten der Bruderschaften in ihren Gottesdiensten. Aber auch die Bruderschaften beteten für die Mönche. In weltlicher Hinsicht, insbesondere in den unsicheren Zeiten des Investiturstreits, waren die Bruderschaften eine wichtige Stütze des Klosters.

### Corvey zwischen Kaiser und Papst
Mit der Reformbewegung ging eine allmähliche Abkehr vom salischen Königshaus und eine Hinwendung in das Lager Gregors VII. einher. Zur Zeit von Warin II. war das Kloster noch Verhandlungsort zwischen Anhängern Heinrichs IV. und seinen sächsischen Gegnern, entwickelte sich aber bald zu einem Zentrum der Gregorianer.
Im Jahr 1118 nahm das Kloster Theoger von Sankt Georgen auf. Nachdem dieser von der kirchlichen Reformpartei zum Bischof von Metz gewählt worden war, wurde er in Corvey vom Kardinallegaten Kuno von Praeneste unter Beteiligung zahlreicher weiterer führender Gregorianer demonstrativ zum Bischof geweiht. Der neue Bischof übte sein kirchliches Amt unmittelbar aus, als er die Georgskirche in Corvey, einen Andreasaltar sowie die Krypta der Klosterkirche weihte.
In den Zusammenhang des Investiturstreits gehört die vom Kaiser 1065 verfügte vorübergehende Übereignung Corveys an Adalbert von Bremen. Die Pfarrzehnten im Bistum Osnabrück gingen zu dieser Zeit verloren. Mit Unterstützung von Corveyer Vasallen und kaiserlichen Truppen wurde Abt Markward 1102 durch den Abt Günther von Hersfeld, der ein Anhänger Heinrichs IV. war, gewaltsam vertrieben und die Mönchsgemeinschaft zerstört. Aber bereits ein Jahr später starb Günther, was als göttliches Zeichen angesehen wurde. Markward konnte sein Amt wieder übernehmen. Entgegen dem Recht auf freie Abtswahl setzte Heinrich V. Abt Erkenbert ein. Dadurch trat Corvey zeitweise näher an das Königshaus heran und Erkenbert folgte dem Kaiser 1108 nach Ungarn und 1110/11 nach Rom.
Bereits in dieser Zeit begann die Sorge um den Erhalt der materiellen Basis des Klosters. Zu diesem Zweck ließ Erkenbert ein Güterverzeichnis anlegen. Gleichzeitig begannen Auseinandersetzungen mit Dienstmannen und den Klostervögten. Die Schwalenberger Grafen wurden zeitweise nach dem Sturz Heinrichs des Löwen ab 1180 Klostervögte, zuvor waren sie Vizevögte.
Seit den 1130er Jahren begann die Klosterzucht erneut nachzulassen. Eine letzte Blütephase erlebte Corvey unter Wibald von Stablo (1146–1158). In dessen Zeit wurde das Westwerk zu seiner heutigen zweitürmigen Form ausgebaut. In seiner Zeit wurden entfremdete Besitzrechte erneut geltend gemacht. Er ging gegen räuberische Grafen und gegen Übergriffe von Ministerialen vor. Auch festigte er erneut die Klosterdisziplin. Das Kloster war so wohlhabend, dass es eine Reihe kostbarer Handschriften bestellte, darunter der Liber vitae.
Der kunstvolle Liber vitae entstand möglicherweise im Kloster Helmarshausen. Darin sind die Namen aller Mönche und Äbte Corveys von der Gründung bis zur Entstehung des Werkes enthalten. Hinzu kommen die Namenslisten von 76 mit Corvey in einer Gebetsverbrüderung verbundenen geistlichen Gemeinschaften. Dieses Buch zählt zu den bedeutendsten Handschriften des Staatsarchivs in Münster. Die Angaben zeigen, dass Corvey mit Gemeinschaften verschiedener Observanz verbunden war. Neben den eigenen Propsteien standen das Kloster Stablo und das Mutterkloster Corbie an der Spitze.

### Spätmittelalterlicher Niedergang und Fürstung des Territoriums
Nach dem Tod Wibalds verlor Corvey rasch an Bedeutung und seine frühere Rolle im Reich und in der römischen Kurie. Eine politische Bedeutung hatte das Kloster zur Zeit von Abt Widukind (1189–1203). Aber die folgenden Äbte und ein Klosterbrand 1242 trugen zur Verschuldung und zum wirtschaftlichen Niedergang bei. Die Beziehungen zu Rom wurden durch die antirömische Politik der Äbte Dietmar II. von Stockhausen (1206–1216) und Hermann I. von Holte (1223–1254) nachhaltig gestört. Seit der Mitte des 13. Jahrhunderts mit dem Ende der Stauferzeit konnte Corvey kaum noch eine eigenständige Rolle gegenüber den Erzbischöfen von Köln, die als Herzöge von Westfalen auch materielle Interessen in der Gegend hatten, sowie den Bischöfen von Paderborn und Münster spielen.
Mit der Verlagerung der Königsmacht nach Süddeutschland unter den Staufern und der folgenden Schwächung des Königtums insgesamt, verlor Corvey weitgehend den Schutz des jeweiligen Königs. Die Äbte reagierten darauf mit der Schaffung eines möglichst geschlossenen Territoriums. Dabei gerieten sie zwangsläufig in Konflikt mit umliegenden Konkurrenten. Dazu zählten neben den Bischöfen von Paderborn und verschiedenen Grafen insbesondere die Herzöge von Braunschweig und Lüneburg, die Landgrafen von Hessen und die Erzbischöfe von Köln. Dies führte dazu, dass die Äbte ihre geistlichen Pflichten vernachlässigten und lieber Burgen bauten, wie eine Chronik der Äbte bereits 1189 beklagte. Zu den Befestigungen gehörten die Brunsburg, Burg Landegge, Kugelsburg, die Wildburg und die Burg Lichtenfels.
Seit 1220 war Corvey „gefürstete“ Reichsabtei. Demgegenüber standen allerdings erhebliche Einbußen. Im Zuge des sogenannten Osnabrücker Zehntstreits und durch Entfremdung verlor die Abtei die Zehnten und die meisten Besitzeinkünfte im Bistum Osnabrück. Im Bereich der Grafschaft Waldeck gingen Corvey im 13. Jahrhundert Besitzungen zu Gunsten der Grafen und des Erzstifts Köln verlustig. Auch der 1198 erworbene Solling kam abhanden.
Von dem ehemals weit gestreuten Besitz blieb letztlich nur das Gebiet um Corvey übrig. Das Klosterterritorium war etwa 275 km² (ungefähr das Gebiet der heutigen Stadt Höxter und ihrer zwölf Ortschaften) groß. Am Ende des Alten Reiches lebten dort etwa 10.000 Menschen. Es wurde im Osten von der Weser begrenzt, im Westen und Süden grenzte das Gebiet an das Territorium des Fürstbischofs von Paderborn, in dessen Diözese es lag. Neben dem Hauptort Höxter umfasste es 16 Dörfer.
Die wirtschaftliche, politische und geistig-kulturelle Schwächephase hielt während des gesamten Spätmittelalters an. Die Äbte des 14. und 15. Jahrhunderts waren meist unbedeutend und teilweise unwürdig. Dem gegenüber gewann der Konvent an Einfluss. Im 15. Jahrhundert war das Kloster auf dem Tiefstand seiner bisherigen Entwicklung angelangt.
Im Jahr 1332 wurde die Beziehung zwischen dem Stift Corvey und der Stadt Höxter durch einen „Sühnebrief“ auf eine Basis gestellt, die sich als bis zur Reformationszeit belastbar erwies. Es wurde bestimmt, dass das Stift zukünftig kein neues Bündnis eingehen durfte und dass kein Vormund ohne Zustimmung von Rat und Bürgerschaft der Stadt Höxter gewählt werden durfte. Im Gegenzug band sich die Stadt unwiderruflich an den Corveyer Landesherrn.

### Frühe Neuzeit

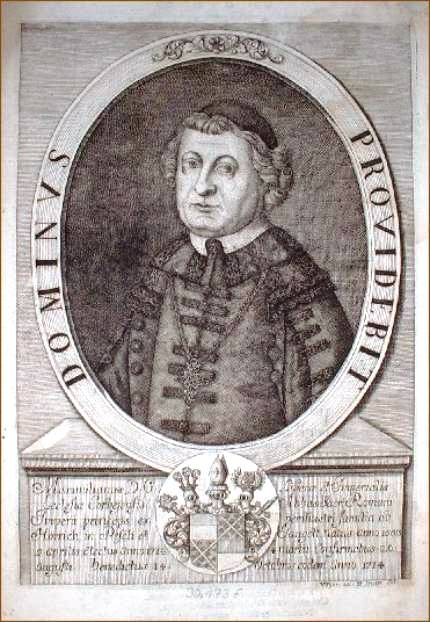
Fürstabt Maximilian von Horrich

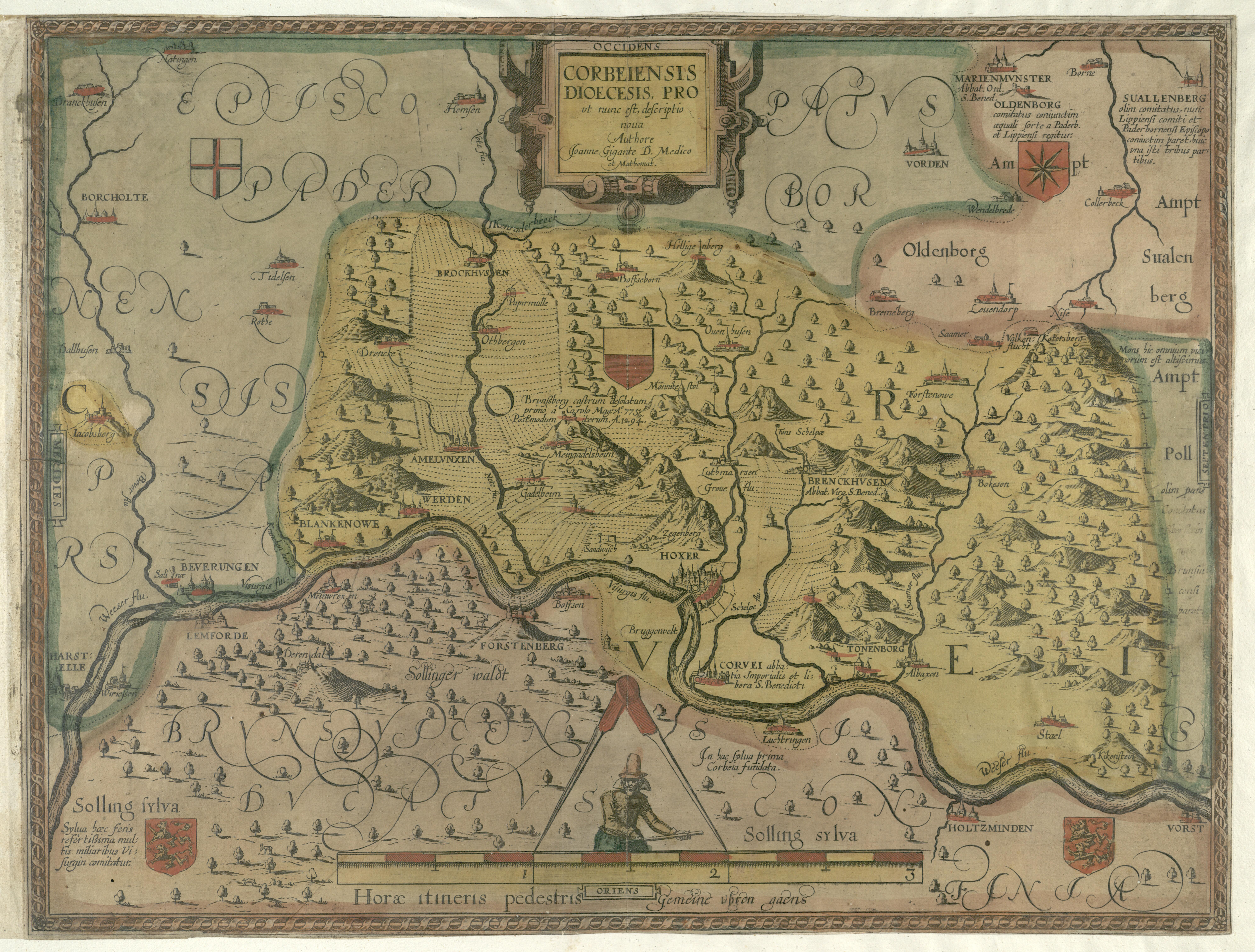
Karte der Fürstabtei von Johannes Gigas (1620)

Im Zuge der Reichsreform kam Corvey 1500 zum Niederrheinisch-Westfälischen Reichskreis und wurde somit Territorium im Heiligen Römischen Reich. Der Abt von Corvey hatte persönlich Sitz und Stimme (Virilstimme) im Reichsfürstenrat des Reichstages und war dort nicht bloß korporativ vertreten (Kuriatstimme) wie die meisten anderen reichsunmittelbaren Äbte. Die Reichsmatrikel legte fest, dass Corvey um 1522 zwei Reiter, neun Fußsoldaten und 120 Gulden für die Reichsarmee zur Verfügung stellen musste. Deutsch, Niederdeutsch und Lateinisch waren die Sprachen, die im Territorium Corvey gesprochen wurden. Dessen Fläche betrug um 1800 275 Quadratkilometer mit zirka 10.000 Einwohnern. Corvey ist nacheinander in Nassau-Oranien (1803), Königreich Westphalen (1807), Preußen (1815) und dem Mediatfürstentum Corvey (1820) aufgegangen.
Ebenfalls um 1500 begann unter Abt Franz von Ketteler mit dem Anschluss an die Bursfelder Kongregation eine innere Erneuerung, die auch mit einer Sicherung der materiellen Grundlagen begann. Allerdings überschnitten sich diese Bemühungen mit der seit 1533 in das Corveyer Territorium eindringenden Reformation. Entgegen dem Jus reformandi gelang es den Äbten nicht, die dauerhafte Festsetzung der Reformation in Höxter, Amelunxen und Bruchhausen zu verhindern. Dies hat die Stellung des Abtes stark geschwächt. Zur Zeit von Abt Dietrich von Beringhausen begannen um 1590 erste Versuche einer katholischen Erneuerung, aber dieser gegenreformatorische Ansatz hatte zunächst wenig Erfolg. Im Gegenteil drohte das Kloster selbst, sich zeitweise der Reformation zuzuwenden. Dem machte das Eingreifen der Bursfelder Kongregation ein Ende. Zwischen 1585 und 1616 konnten die Turmhelme und die Dächer des Westwerks erneuert und das Westwerk im Obergeschoss mit drei Altären ausgestattet werden. Die Gegenreformation war im Stiftsgebiet weitgehend bis 1624 mit Ausnahme der Stadt Höxter abgeschlossen.
Im Dreißigjährigen Krieg wurde das Kloster stark zerstört. Der „große Klosterbrand“ von 1635, verursacht durch marodierende protestantische Truppen (Braunschweiger, Brandenburger, Schweden), hat weite Teile der Klosterbibliothek vernichtet. Hinzu kamen militärische Besatzung und hohe Kontributionen.
Corvey stand kurz vor dem Untergang, als Bischof Christoph Bernhard von Galen 1665 Administrator wurde, nachdem die Mönche auf die Wahl eines Abtes aus den eigenen Reihen verzichtet hatten. Er stiftete die barocke Abteikirche und belebte das Kloster durch die Wiedereinsetzung eines adligen Konvents. Auch die landesherrliche Autorität gegenüber Höxter wurde erneuert. Nachdem das klösterliche Leben sich einigermaßen gefestigt hatte, erfolgte die Wahl des Abtes wieder aus den Reihen des Konvents. Wilhelm Raabe widmete der Zeit von Galens die Erzählung Höxter und Corvey.
Die baufällige Klosterkirche wurde mit Ausnahme ihres Westwerks ab 1667 durch einen neuen gotisierenden Kirchenraum mit barocker Ausstattung ersetzt. Insbesondere Abt Florenz von dem Felde (1696–1714) ließ zwischen 1699 und 1756 die Klosteranlage großzügig barock wieder aufbauen. Diesen Zustand zeigt Schloss Corvey nahezu unverändert noch heute. Inschriften unter anderem auf Denkmälern zu Ehren Karls des Großen und Ludwigs des Frommen unmittelbar an der Haupteinfahrt des Klosters machten deutlich, dass sich Corvey nunmehr als Zentrum der Gegenreformation verstand. Seinen fürstlichen Anspruch brachte der Abt im prunkvollen Kaisersaal zum Ausdruck. Abt Maximilian von Horrich (1714–1721) machte sich um den Neuaufbau der Bibliothek verdient.
Im 17. und 18. Jahrhundert kam es zu einer intensiven Hinwendung zur Geschichte der Abtei. Allerdings haben die damaligen Geschichtsschreiber, später als Corveyer „Lügenhistoriker“ bezeichnet, teilweise Quellen erfunden oder gefälscht. Dies führte noch im 19. Jahrhundert bei Paul Wigand, Archivar und Historiker, zu verschiedenen Fehlschlüssen.

### Fürstbistum Corvey und beginnende Säkularisation
Die Reichsabtei, die sich stets aus der Abhängigkeit von den Bischöfen von Paderborn zu lösen versuchte, verfügte im Jahr 1804 über etwa 100.000 Taler Einnahmen und zählte zu dieser Zeit etwa 12.000 Einwohner. Einen starken Motivationsschub gab es durch das drohende Aussterben des Konvents gegen Ende des 18. Jahrhunderts, zählte doch 1786 der Konvent nur noch 13 Mitglieder. Da Corvey nur adligen Kandidaten Aufnahme gewährte und es von diesen kaum noch Bewerber gab, wurde versucht, dem Untergang durch Erhebung zum Bistum zu entgehen.
1779 konnte als erster Schritt dahin die Erhebung in den Rang einer Gefreiten Abtei erreicht werden, das heißt, die Einwohner des Corveyer Territoriums, deren Landesherr der Abt in weltlichen Dingen ohnehin schon war, wurden jetzt auch in kirchenrechtlichen Dingen exemt und somit der Jurisdiktionsgewalt des Paderborner Bischofs enthoben und der des Abtes unterstellt. Die bischöfliche Weihegewalt verblieb allerdings noch beim Bischof von Paderborn. In Gegenwart des Abtes beschloss der Konvent, dass der Gottesdienst, der stets sein benediktinisches Gepräge behalten hatte, auch nach einer möglichen Säkularisation der Abtei nicht verringert werden sollte. Das sprach für einen noch immer strengen klösterlichen Tagesablauf. Für die Abhaltung der Gebetszeiten wurden die Alumnen des 1786 eröffneten Priesterseminars herangezogen, da die meisten Mönche zu alt waren. Zugleich wurde die Zahl der künftigen Domherren auf zwölf und deren Gehalt auf 500 Taler festgelegt. Die Vita communis wurde weitestgehend reformiert und die Klausur aufgehoben.
1788 richtete die Abtei schließlich ihren Säkularisierungsantrag an Papst Pius VI. Dieser hob das Kloster 1792 auf, erhob den Fürstabt Theodor von Brabeck zum Fürstbischof und das Abteigebiet zum Bistum (Hochstift), obwohl es lediglich zehn Pfarreien umfasste. Der Prior der Abtei wurde Domdechant, die Mönche wurden Domherren (Kapitulare), darunter Ferdinand von Lüninck, der sich für die Umwandlungsprozedur stark engagiert hatte. Es kamen noch weitere Domizellare hinzu und die zur Kathedrale gewordene Abteikirche erhielt sechs Domvikare. Die Kleidung und die Rechte wurden den übrigen deutschen Domkapiteln angeglichen. Im Jahr 1794 wurde die Urkunde durch den Kaiser ausgestellt und das neue Bistum, das lediglich das Gebiet der alten Reichsabtei umfasste, der Kirchenprovinz Mainz unterstellt. Auf Theodor von Brabeck folgte 1794 Ferdinand von Lüninck als Fürstbischof und letzter Regionalbischof des Bistums im Königreich Preußen († 1825).

### Ende der Souveränität
Schon wenig später im Jahr 1803 wurde das Fürstbistum Corvey durch den Reichsdeputationshauptschluss aufgehoben. Das Territorium fiel als Teil des Fürstentums Nassau-Oranien-Fulda an Wilhelm V. von Oranien, ab 1806 Wilhelm Friedrich Prinz von Oranien-Nassau. Der neue oranische Landesherr hatte dem Bischof und den Domherren Pensionen zu zahlen. So erhielt der Bischof jährlich 20.000 Gulden. Auch durfte er den Schlossgarten nutzen. Der Bischof behielt ebenso wie die früheren Domherren, aber auch andere Kirchendiener wie Domorganist, Dompastor oder Hofkaplan lebenslanges Wohnrecht in Corvey als Teil ihrer Pension. Dies schränkte die Nutzung durch den neuen Besitzer über Jahre ein.
1807 wurde Corvey Bestandteil des napoleonischen Königreiches Westphalen. Corvey war zu dieser Zeit eine Krondomäne. Allerdings gehörten außer dem Schloss und dem Park nur wenige Besitzungen dazu. Die eigentliche Domäne Corvey war eine kaiserliche Dotation. Wer der Nutznießer war, ist unklar. Die Einkünfte waren aber geringer als in der früheren Zeit, da das bisherige Branntweinmonopol aufgehoben wurde. Anschließend wurde Corvey 1815 Königlich preußische Domäne. Das geistliche Bistum Corvey blieb jedoch bis zum Tode Ferdinand von Lünincks 1825 bestehen, wurde dann dem Bistum Paderborn einverleibt.
Der in Spätfolge des Wiener Kongresses entschädigungsberechtigte Landgraf Viktor Amadeus von Hessen-Rotenburg erhielt 1820 als Standesherr vom König von Preußen als Landesherr das Mediatfürstentum Corvey als Ausgleich, zusammen mit dem Mediatfürstentum Ratibor. Für Standesherren galten im Allgemeinen laut Brüning bis zur Novemberrevolution die folgenden Regelungen: „1. Ebenbürtigkeit mit den regierenden Häusern, 2. persönliche Ehrenstellung als privilegisierteste Klasse, 3: Freiheit, sich in jedem beliebigen Lande aufhalten zu dürfen, 4. Anerkennung der Familienverträge, die allerdings den Landesherren zur Kenntnis gebracht werden müssen, 5. Befreiung von der Militärpflichtigkeit, 6. eigene Gerichtsbarkeit in erster, u. U. auch in zweiter Instanz, Forstgerichtsbarkeit, Ortspolizei und Aufsicht in Kirchen- und Schulsachen. Als eine gewisse Entschädigung für den Verlust der Landeshoheit erfreuten sich die Standesherren beträchtlicher Steuervergünstigungen.“
Mit Testament von 1825 vererbte der Landgraf von Hessen-Rotenburg seine außerhessischen Gebiete seinem Neffen, dem Erbprinzen Victor zu Hohenlohe-Schillingsfürst. Der Landgraf starb 1834 und Erbprinz Viktor nahm mit seiner Volljährigkeit 1840 unter Verzicht seiner Schillingsfürster Erbansprüche den Titel Herzog von Ratibor und Fürst von Corvey an. Die Standeserhebung zum Herzog und Fürsten hatte König Friedrich Wilhelm IV. von Preußen anlässlich seines Amtsantritts im Jahr 1840 veranlasst.
Bereits 1848 wurden als Folge der Revolution in Deutschland alle adeligen Gerichte aufgehoben.

### Corvey in Privatbesitz

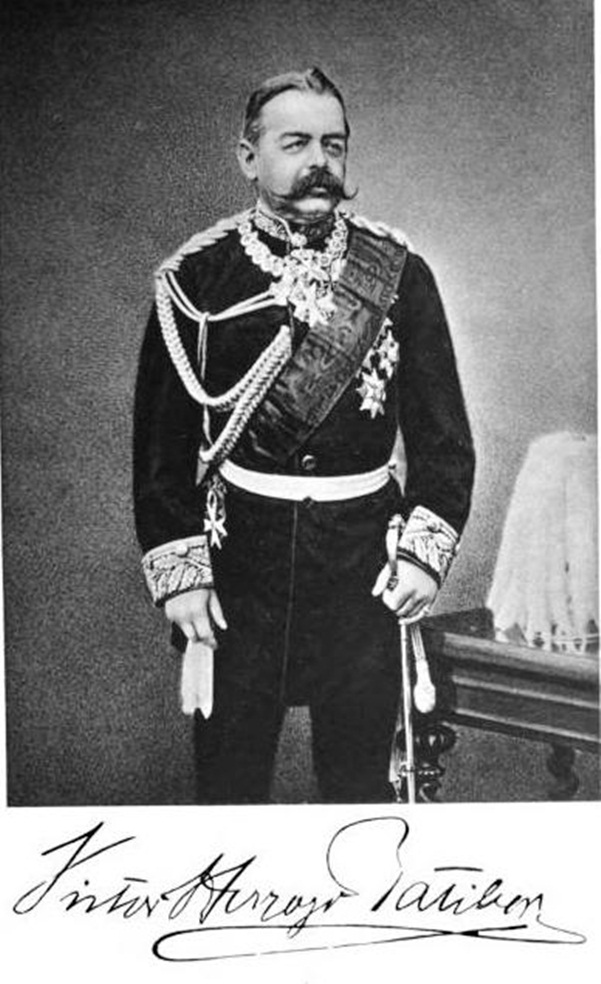
Viktor I. Herzog von Ratibor und Fürst von Corvey (1818–1893)

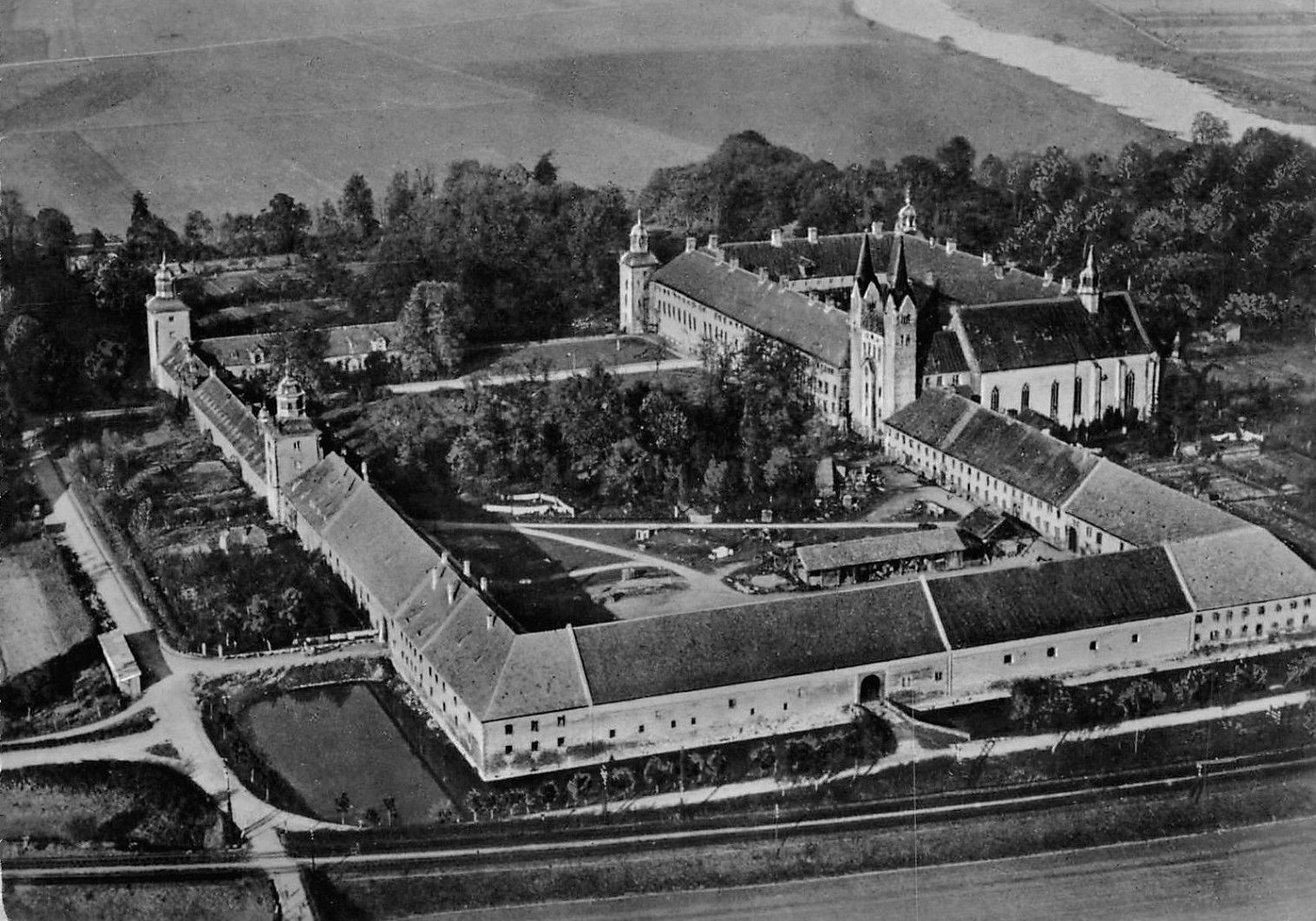
Corvey um 1925/1930

Herzog Victor I. hielt sich nur selten in Corvey auf, da bereits damals der preußische Staat bzw. die Stadt Höxter (im Rahmen ihres Recht auf kommunale Selbstverwaltung) die meisten Corvey betreffenden politischen Rahmenbedingungen schufen. Erst 1844, kurz vor seiner geplanten Hochzeit, erfolgte die Neueinrichtung der fürstlichen Wohnung im Westflügel des Corveyer Schlosses. Sein kulturelles Engagement zeigt sich besonders in seinem Interesse an der Fürstlichen Bibliothek in Corvey, deren Leitung er im Jahr 1860 August Heinrich Hoffmann von Fallersleben anvertraute, der 1842 sein Amt als Professor im preußischen Staatsdienst verloren hatte. Aufsehen erregte Victor I. als liberaler Katholik, der auf dem Ersten Vatikanischen Konzil 1870 die Definition des Unfehlbarkeitsdogmas mit allem Nachdruck ablehnte.
Nach dem Tod seines Vaters erbte Viktor II. (1847–1923) von seinem Vater den Adelstitel „Herzog und Fürst von Corvey“ sowie die Herzoglich-Ratibor’schen Besitzungen. Viktor III. (1879–1945) übernahm von seinem Vater im Jahre 1923 die Verwaltung der Herzoglich-Ratibor’schen Besitzungen. Im Jahre 1945 musste die Familie ihre Residenz in Rauden bei Ratibor verlassen und nach Corvey fliehen.
Im Zeitraum von Herbst 1944 bis Frühjahr 1945 nutzten Mitarbeiter von Hitlers Arbeitsstab für den Wiederaufbau bombenzerstörter Städte Corvey als Ausweichquartier. Albert Speer beauftragte in Zusammenarbeit mit seinem Mitarbeiter Rudolf Wolters den Stab, Pläne und Modelle für Hitlers Welthauptstadt Germania zu erstellen. Dokumente dazu wurden 1997 in der Ausstellung Monumente des Größenwahns. Architektur des Nationalsozialismus im Schloss Corvey gezeigt. Sie zeigte auszugsweise ungefähr 150 Fotos der Pläne und Modelle von den rund 800 Fotos, die der Stab in Corvey vergessen hatte. Wiederentdeckt wurden sie direkt nach dem Krieg vom Schlossherrn, der sie nicht der Öffentlichkeit zugänglich machte. Erst Höxters ehemaliger Stadtarchivar und stellvertretender Leiter des Museums Höxter-Corvey konnte den Besitzer 1996 von ihrer Bedeutung überzeugen. Die fotografierten Modelle sind bis heute verschwunden.
Viktor III. starb im Jahre 1945 in Corvey. Die Verwaltung des Vermögens übernahm sein Sohn Franz-Albrecht Metternich-Sándor, der seinen Wohnsitz in Neuaigen (Niederösterreich) nahm. Seit 1945 befindet sich die Generalverwaltung der Herzoglich-Ratibor’schen Besitzungen in Corvey.
Nach dem Ende des Zweiten Weltkrieges wurden umfangreiche Renovierungen an den Gebäuden und Anlagen durchgeführt. Dächer, Fassaden, Fenster und Türen wurden erneuert und saniert. Die schönsten Räume des Schlossgebäudes sollten für die Öffentlichkeit zugänglich gemacht werden. Neben dem Herzoglichen Haus sind die Stadt Höxter und der Kreis Höxter Träger der Kulturkreis Höxter-Corvey gGmbH, die das Museums-, Kultur- und Bildungsprogramm organisiert. Seitdem hat sich Corvey zu einem kulturellen Zentrum im Weserbergland entwickelt. Die Abteikirche übertrug Franz-Albrecht Metternich-Sandor 1977 durch Schenkung an das Bistum Paderborn. Dieses gab das Geschenk an die Kirchengemeinde St. Stephanus und Vitus weiter. Nach dem Tod von Franz Albrecht im Jahr 2009 übernahm sein Sohn, Viktor Metternich-Sándor, die Verwaltung Corveys. Er ist der erste Erbfolger der Herzöge von Ratibor, der seinen Wohnsitz ganz nach Corvey verlegte.

### Jubiläum: 1200 Jahre Corvey
Am 25. September 2022 – genau 1200 Jahre nach Gründung der ehemaligen Benediktinerabtei – eröffnete Bundespräsident Frank-Walter Steinmeier die Feierlichkeiten in Corvey anlässlich dieses besonderen Jahrestages. Bis zum Herbst 2023 gibt es ein umfangreiches Jubiläumsprogramm mit Sonderausstellungen und einer Interdisziplinären Vortragsreihe mit hochkarätigen Referenten in der ehemaligen Abteikirche.

### Landesgartenschau Höxter 2023 und „Huxarium Gartenpark Höxter“
Von April bis Oktober 2023 war der Remtergarten des Schlosses Corvey Teil der Landesgartenschau Höxter 2023 des Landes Nordrhein-Westfalen. Eine Besonderheit dieser Gartenschau bestand darin, dass Archäologen im östlichen Teil des Landesgartenschaugeländes, wo sich neben dem Remtergarten die Überreste der Stadt Corvey befinden, die Arbeit von Gartenspezialisten daraufhin kontrollierten, ob bei Pflanzungen archäologisch wertvolle Objekte zu finden waren. Unter dem Namen „Huxarium Gartenpark Höxter“ soll die Parkanlage der Landesgartenschau 2023 einschließlich des Archäologieparks im Jahr 2024 erhalten bleiben.

## Weltkulturerbe

Deutsche Version des Welterbe-Emblems

### Nominierungsphase
Corvey wurde am 20. September 1999 von der Kultusministerkonferenz in die sogenannte Tentativliste aufgenommen. Sie gilt als Voraussetzung dafür, dass ein Staat beim Welterbekomitee die Aufnahme der Stätte in die UNESCO-Welterbeliste beantragen kann. Eine Arbeitsgruppe, bestehend aus dem Land Nordrhein-Westfalen, dem Herzoglichen Haus Ratibor, der Kirchengemeinde St. Stephanus und Vitus, Vertretern der Stadt und des Kreises Höxter sowie des Landschaftsverbandes Westfalen-Lippe arbeitete die Antragsunterlagen aus.
Als mit dem Welterbestatus zu ehrendes Objekt wurde auf dem Antrag Das karolingische Westwerk und die Civitas Corvey angegeben. Diese Formulierung wurde von der UNESCO übernommen. Die Antragsunterlagen umfassen den eigentlichen Antragstext und einen Managementplan. Dazu kommen ein Tagungsband mit den Referaten zweier internationaler Symposien in Corvey und Paderborn sowie eine Bilddokumentation. Der Antrag wurde im Dezember 2012 von Ute Schäfer für die Landesregierung Nordrhein-Westfalens unterzeichnet.
Die drei wichtigsten Auswahlkriterien, die im Allgemeinen dazu führten, dass die UNESCO Objekten den Welterbestatus zuerkennt wurde, sind deren Einzigartigkeit, Authentizität (historische Echtheit) und Integrität (Unversehrtheit). Auf Corvey angewandt, ergab sich das Urteil, dass erstens Corvey das älteste und einzige fast vollständig erhaltene karolingische Westwerk besitzt. Der zentrale, dreiseitig von Emporen umgebene Hauptraum im Obergeschoss greift in seiner Form und seiner ursprünglichen künstlerischen Ausstattung auf antike Vorbilder zurück. Die Ausstattung mit lebensgroßen Stuckfiguren, der farbigen Raumfassung mit architektonischen Gliederungen, ornamentalen Friesen und mythologischen Wandmalereien, die das einzig publike Beispiel von Wandmalereien in karolingischer Zeit darstellen, ist in wesentlichen Teilen erhalten. Damit ist das Westwerk eines der herausragenden Zeugnisse der „karolingischen Renaissance“. Darüber hinaus hatte Corvey am Rande des fränkischen Reiches eine politische Funktion, und sein missionarischer Auftrag hatte politisch-religiöse Folgen für weite Teile Europas.
Das Kloster mit seiner Schule und Bibliothek führte zur Entstehung der früh- und hochmittelalterlichen Stadt Corvey. Der außerhalb des Klosterbezirks liegende Wohnbereich von Laien gehört aber nicht zu den Objekten, die durch die UNESCO geehrt wurden, obwohl sie im 13. Jahrhundert wüstgefallen ist und dadurch ebenfalls nur als archäologisches Denkmal erhalten ist (wie der ehemals befestigte Klosterbezirk). Das Gebiet der Wüstung Corvey wird gemäß den Richtlinien der UNESCO-Welterbekommission definiert als Gebiet, um das man das angemeldete Welterbe gedanklich erweitern muss und dessen Nutzung und Entwicklung durch ergänzende gesetzliche oder gewohnheitsrechtliche Regeln eingeschränkt sind, die einen zusätzlichen Schutz vor Fehlplanungen in der Nähe der Welterbestätte bilden. Wegen der Zugehörigkeit zur Pufferzone zählt laut UNESCO die wüst gefallene Stadt Corvey nicht zum nominierten Welterbe.
Das nominierte Welterbe schließt auf einer Fläche von zwölf Hektar das karolingische Westwerk, die Fundamente der karolingischen Klosterstadt und der karolingischen Klosterkirche ein. Diese sind unter der bestehenden Schlossanlage als Bodendenkmal erhalten, wenn auch noch nicht für die Besichtigung durch die Öffentlichkeit erschlossen.
Mit der Anerkennung als Welterbe sind folgende Ziele verbunden: die Wahrung und der Erhalt des Bestandes und die Planung künftiger Bau-, Konservierungs- und Entwicklungsmaßnahmen. Außerdem die Sicherstellung der wissenschaftlichen Begleitung künftiger Maßnahmen, Konfliktprävention und -management bei Interessenkollisionen, die Sicherung der authentischen Nutzung der Kirche, die konsequente Anwendung nachhaltiger Konzepte bei wirtschaftlichem und touristischem Druck sowie die Verankerung des Objektes im nationalen und internationalen Bewusstsein.
Im September 2013 kam eine Kommission des International Council on Monuments and Sites (ICOMOS) nach Corvey und informierte sich vor Ort.
Am 21. Juni 2014 wurde die gesamte mittelalterliche Klosteranlage Corvey von der UNESCO unter dem offiziellen Titel „Das Karolingische Westwerk und die Civitas Corvey“ als Weltkulturerbe anerkannt und ist somit das 39. Weltkulturerbe in Deutschland. Diese Auszeichnung erfolgte, obwohl der Großteil der „Civitas Corvey“ heute weitgehend überbaut bzw. noch im Boden versteckt ist. „[D]er zweite Teil des Weltkulturerbes, der als ‚Civitas‘ bezeichnete mittelalterliche Klosterbezirk,“ führe „zwar gut erhalten, aber nicht sichtbar ein Schattendasein im Boden“, interpretieren Archäologen die Bedeutung der Formulierung „Civitas Corvey“.
Die Ernennung zum Weltkulturerbe wurde am 26. Mai 2015 durch die Enthüllung einer Plakette an den Mauern der ehemaligen Abteikirche amtlich besiegelt.

### Managementplan
Der Managementplan, der als Anlage A zu den Antragsunterlagen des Welterbeantrags zählt, verfolgt das Ziel, das Welterbe zu bewahren, es den Menschen zu vermitteln und die Voraussetzungen für den langfristigen Erhalt zu stärken. Außerdem bilden städtebauliche und landschaftliche Einbindung weitere wichtige Ziele.
Mit einer Reihe von stadt- und landschaftsplanerischen Maßnahmen sollen aktuelle Defizite behoben und Potentiale aufgegriffen werden. Erster genannter Punkt ist die Neuordnung der Verkehrsverhältnisse insbesondere die Erschließung Corveys für alle Verkehrsarten. Den motorisierten Individualverkehr betreffend, wird die Corveyer Allee auf Höhe der Brücke über die Schelpe für den Durchgangsverkehr gesperrt, der östliche Abschnitt bis zum Schloss auf eine Breite von drei Metern zurückgebaut und für Fußgänger freigegeben. Die Besucher nähern sich den Sehenswürdigkeiten mit einer Einstimmung zu Fuß. Neue Parkplätze entstehen südlich der Corveyer Allee vor der Brücke über die Schelpe. Auch die Anreise mit der Bahn über die Bahnstrecke Langeland–Kreiensen ist möglich. Dazu entsteht nördlich des Hafens ein neuer Haltepunkt Corvey der Linie RB 84. Dieser geplante Haltepunkt liegt in günstiger Fußwegdistanz zum Kloster- / Schlossareal in unmittelbarer Nachbarschaft zum Parkplatz, zur geplanten Fahrradstation und zum neu geplanten Anleger der Weserschifffahrt. Das Fuß- und Radwegnetz wird ergänzt und um ein Wegenetz nördlich der Corveyer Allee erweitert. So erschließt es einerseits die ehemalige Propstei tom Roden und bildet andererseits entlang der ehemaligen Befestigung einen Rundweg um die Stadtwüstung. Ein weiterer Fußweg folgt der Trasse des alten Hellwegs und quert den südlichen Teil eines geplanten archäologischen Parks. Dieser Weg wird zurückhaltend gestaltet und führt gleichzeitig zu archäologischen Fundstellen, die sporadisch auf der Fläche als Fenster in die Vergangenheit geöffnet und so den Besuchern präsentiert werden.
Darüber hinaus stehen Maßnahmen im Umfeld der Welterbestätten als weiterer Punkt im Managementplan. Zusammenfassend spielt die Erhaltung der Sichtachsen eine wichtige Rolle. Störende Einflüsse durch städtebauliche Entwicklung können zurückgenommen oder gemildert werden. Eine dichte und ausreichend tiefe Bepflanzung wertet den Ortsrand gestalterisch auf und markiert eine dauerhafte Grenze zwischen Siedlungsraum und Landschaft. Geplant ist die Aufwertung und Einbindung der Propstei tom Roden im Rahmen eines Wettbewerbs.
Außerdem schlägt der Managementplan Maßnahmen für die Gestaltung der Pufferzone und Stadtwüstung vor. Dazu zählen Abgrenzung und Zugänge zur Pufferzone, Verlagerung unverträglicher Nutzungen und Ordnungsmaßnahmen sowie die Gestaltung eines archäologischen Parks.
Ein wesentliches Augenmerk liegt auf dem Westwerk und der Civitas Corvey selbst. Anvisiertes Ziel ist dabei, die historischen Bauwerke unterschiedlicher Epochen zu erhalten, zu nutzen und zu pflegen. In diesem Zusammenhang steht der Umbau der Vorburg des Schlosses, um zukünftig als Besucherzentrum der Welterbestätte zu dienen. In den Gebäuden des Domänenhofs haben sich kommerzielle Nutzungen etabliert. Heute noch leerstehende Gebäudeteile werden hergerichtet und dauerhaft gepflegt. Für das Dreizehnlindenhaus vor der Toranlage des Klosterbezirks ist eine Instandsetzung und künftige Nutzung als Hotel geplant. Mit einer denkmalpflegerischen Gestaltung des Klostergartens östlich des Schlosses wird dieser Freiraum wieder eine dem Denkmal angemessene Nutzung und Gestaltung erfahren und der Öffentlichkeit zugänglich gemacht werden. Der Domänenhof wird von nachträglich errichteten Abstell- und Lagergebäuden befreit und erhält eine einheitliche, zurückhaltende Oberflächengestaltung.
Maßnahmenkatalog
Ein detaillierter Maßnahmenkatalog listet Vorschläge auf, die zum Erhalt und zur visuellen Integrität, insbesondere aber zur Optimierung der Erfahrbarkeit der nominierten Welterbestätte notwendig sind. Diese Maßnahmen müssen im Einzelnen noch qualifiziert, konkretisiert sowie denkmal- und planungsrechtlich abgesichert werden. Ebenso sind Finanzierungs- und gegebenenfalls Entschädigungsfragen zu klären:

1. Abteikirche
  1. Außenbereich, Kirchenvorplatz
    - Erneuerung der Deckplatten an den Außenmauern des Atriums

  2. Westwerk
    1. Eingangsgeschoss
      - Eventuell temporäre Abtrennung zwischen Westwerk und barockem Kirchenschiff

    2. Johanneschor
      - Raumklimatische Untersuchung
      - Herstellung der Barrierearmut
      - Restauratorische Dokumentation, dauerhafte Zustandsbeobachtung, Putzkartierung und Maßnahmenkonzept zur Bewahrung der karolingischen Wandmalereien
      - Dendro-Datierungen und Putzanalysen
      - Instandsetzung Putz
      - Verputzen und Sinopienschließung / Trockenreinigung / Kalkung
      - Restaurierung der Treppenaufgänge in den Türmen und der Türen zu den Türmen
      - Entfernung der Holzverkleidungen zu den Turmaufgängen
      - Fluchttür zum Schloss
      - Absperrung der Turmaufgänge durch neue schmiedeeiserne Gittertore
      - Unterbringung der Sogwirkung und Vermeidung von Luftbewegungen im Bereich der Wandmalereien

  3. Barocke Orgel
    - Durchgreifende denkmalpflegerische Sanierung und Restaurierung der barocken Springladenorgel
    - Bauphysikalische Untersuchung der klimatischen Probleme innerhalb des Orgelwerks
    - Sanierung des durch Bleikorrosion geschädigten Pfeifenwerks

  4. Westwerk Türme, Turmgeschosse und Dachraum
    - Überwachung von Bauwerksrissen
    - Einmessen der Türme und Überwachung der Neigung
    - Monitoring der karolingischen Putze
    - Fortlaufende Prüfung der Salzausblühungen
    - Baustofffeuchtmessungen auf Basis elektrischer Leitfähigkeit
    - Baugrunduntersuchungen zur Klärung der statischen Tragfähigkeit

  5. Barockes Kirchenschiff
    - Reduzierung der UV-Strahlung durch Schutzverglasung
    - Bauphysikalische Untersuchung der klimatischen Situation zwischen Kirchenschiff, Orgel und Johanneschor
    - Konzeptentwicklung zur Einhaltung eines Raumklimas entsprechend der restauratorischen Vorgaben für barocke Ausstattung, Orgel und Johanneschor
    - Konservatorische Maßnahmen zum Schutz der Reliquien
    - Einheitliche Neugestaltung der Beleuchtung
    - Restauratorische Maßnahmen an der Sanierung von Schäden am Sandsteinboden
    - Schließen von Rissen im Außenmauerwerk
    - Erschließung zusätzlicher Abstellraumflächen für die Kirchengemeinde, Schaffung eines Stuhllagers
2. Schloss- / Klostergebäude
  1. Dächer: Sanierung von Schäden an allen Schlossdächern
    - Abdichtung an Sandsteineindeckungen, Dachanschlüssen, Kaminköpfen und Kupferrinnen, Traufen
    - Ersatz der Schneefangbohlen
    - Instandsetzung und Abdichtung der Schiefereindeckungen der beiden Turmdächer und Durchführung der dazu gehörigen Blecharbeiten

  2. Fassaden
    - Risse im Putz schließen und farblich anpassen
    - Sockelputz teilweise erneuern und streichen
    - Holzfenster überarbeiten, streichen bzw. teilweise erneuern
    - Sandsteinsohlbänke und Fenstergewände überarbeiten und abdichten
    - Fenster und Türen gegebenenfalls sanieren

  3. Treppenhäuser
    - Renovierung der barocken hölzernen Treppenhäuser im Nord- und Ostflügel

  4. Holzbalkendecken
    - Statische Überprüfung der Holzbalkendecken, insbesondere im Auflagerbereich der Außenwände
    - Sanierung von Deckenbalken inklusive Fußbodenarbeiten etc.

  5. Innenbereich
    - Nutzungsneutrale Instandsetzung der Räume im 2. Obergeschoss des Nord- bzw. Westflügels
    - Renovierung des Äbtegangs im 1. Obergeschoss des Ostflügels, wenn möglich Wiederherstellung der alten Raumflucht (Enfilade)
    - Renovierung des Gangs im 2. Obergeschoss des Ostflügels
    - Nutzungsneutrale Instandsetzung der Räume im Ostflügel 2. Obergeschoss (heute leerstehende Magazinräume)
3. Museum
  1. Herzogliche Salons
    - Grundlegende Substanzsicherung und Restaurierung der klassizistischen Salonräume des Westflügels, insbesondere an Tapeten, Decken, Böden
4. Bibliothek
  1. Holzfußböden
    - Grundlegende Stabilisierung, Substanzsicherung und Restaurierung der Holzfußböden der Bibliothek, Schutz durch Teppichböden

  2. Decken
    - Reinigen, Ausbesserung und Streichen der Decken, vor allem der Stuckdecken, auch im Sommersaal

  3. Wände
    - Reinigung und Ausbesserung der in den bisherigen Restaurierungsmaßnahmen nicht berücksichtigten Tapeten
    - Schutz der Tapeten bei steigenden Besucherzahlen

  4. Bücherschränke
    - Grundlegende Substanzsicherung und Restaurierung der klassizistischen Bücherschränke der Bibliothek

  5. Bücher
    - Grundsätzliche Restaurierung der Buchbestände (hauptsächlich Buchpflege, das heißt reinigen, gegebenenfalls ausbessern und sichern sowie einfetten der Lederbereiche)
5. Vorburg und ehemaliger Marstall
  1. Dächer
    - Die vorhandene und regional typische Sandsteineindeckung neu, nach historischer Vorgabe in sogenannter Doppelter Deckung umdecken, inklusive Dachstuhl- und Traufensanierung
    - Erneuerung der Kupferrinnen
    - Sanierung der teilweise vorhandenen Kaminköpfe
    - Instandsetzung der Schiefereindeckungen der zwei Turmdächer, einschließlich Blecharbeiten

  2. Fassaden
    - Risse schließen und farblich anpassen
    - Sockelputz teilweise erneuern und streichen
    - Holzfenster überarbeiten, streichen bzw. teilweise erneuern, Sandsteinsohlbänke und Fenstergewände überarbeiten und abdichten

  3. Innenbereich
    - Instandsetzung und Umbau der Räume in der Vorburg als Besucherzentrum der Welterbestätte mit Eingangsbereich, Informationszentrum, Museumsshop und den museumspädagogischen Räumen und Einrichtungen
6. Domänengebäude und -hof
  1. Dächer
    - Rote Ziegeldächer: Umdeckung der restlichen Ziegeldächer im südlichen Domänenbereich nach historischer Vorgabe in typischer Sandsteineindeckung in sogenannter Doppelter Deckung, inklusive Dachstuhl- und Traufensanierung
    - Erneuerung der Kupferrinnen
    - Sanierung von Schäden an den Dachanschlüssen
    - Gegebenenfalls Ersatz der Schneefangbohlen

  2. Fassaden
    - Sämtliche Fassaden einrüsten, reinigen und mit Trasskalkmörtel putzen
    - Traufenverschalungen und erhaltenswerte Fenster (nur in Nichtwohnbereichen) überarbeiten und streichen
    - Erneuerung der vorhandenen Fenster nach dem Vorbild der noch erhaltenswerten Sprossfenster
    - Rückbau neuzeitlicher Störungen in den Fassaden (z. B. Betonfenster)
    - Öffnen der südlichen Domäneneinfahrt mit Einbau der Holztore nach historischen Vorbildern
    - Südfront des Domänenhofs: Sichtbarmachung und Restaurierung der alten historisch bedeutsamen Tore in der Mauer und neuer Inwertsetzung

  3. Hofgestaltung
    - Rückbau der störenden, noch vorhandenen landwirtschaftlichen Einrichtungen und Umsetzung einer denkmalgerechten und für eine touristische oder kommerzielle Nutzung ausgelegte, geeignete Platz- und Freiflächengestaltung, einschließlich Begrünung
    - Sanierung und Pflasterung der Domänenzufahrt
    - Fremdgebäude: Demontage und Versetzen der unpassenden Gebäude auf dem Domänenhof, nämlich ehemalige Korntrocknungshalle, Garagengebäude, Waage, diverse Schuppen
    - Innenausbau: Nutzungsneutrale Instandsetzung der ehemaligen Stallungen und der Strohböden zu Nutzflächen, zum Beispiel für museale Zwecke bzw. für weitere verträgliche, gewerbliche Nutzung
7. Außenanlagen
  1. Konventsgarten
    - Denkmalpflegerische Gestaltung und Öffnung des Konventgartens nach barocken Vorgaben (Grünbereich zwischen der zur Weser gelegenen Schlossmauer und dem östlichen Domänenbereich)

  2. Teiche und Gräben
    - Teilweise Entfernung des Bewuchses
    - Profilgemäßes Ausbaggern der Teiche und der wasserführenden Gräben
    - Sichtbarmachung des kunstvollen Wasserregimes

  3. Schlossmauer
    - Freilegen der Schlossmauer von Bewuchs
    - Überprüfen des Natursteinmauerwerks und der Sandsteinabdeckungen
    - Instandsetzung der Fehlstellen und der Verfugung

  4. Vorplatz Schloss
    - Gärtnerische und denkmalgerechte Aufwertung, Beleuchtung

  5. Terrasse Schlossrestaurant
    - Neugestaltung der Besucherterrasse mit erforderlicher Entwässerung und denkmalgerechter Pflasterung oder Sandsteinplattierung

  6. Schlosszufahrt
    - Entfernung der vorhandenen Asphaltdecke, Auskofferung des Unterbaus, Einbau einer geeigneten, profilgerechten Tragschicht und Verlegung einer Natursteinpflasterung in Anlehnung der Pflasterung des Innenhofs

  7. Lieferverkehr zum Schlossrestaurant
    - Verlegung der Zufahrt zum nördlichen Hinterhof des Restaurants für Lieferanten und Mitarbeiter über das Tor im Westen des Hofs, um den Lieferverkehr von dem Besucherbereich zu trennen
8. Gestaltung der direkten Umgebung und der Pufferzone
  1. Besucherparkplatz
    - Verlegung des vorhandenen, direkt vor dem Schloss befindlichen Besucherparkplatzes
    - Rückbau des alten Parkplatzes als Wiese und entsprechende Einrichtung der neuen Parkplatzanlagen mit neuer Straßenführung inklusive Beleuchtung

  2. Grünflächen
    - Gärtnerische und gestalterische Überarbeitung der Grünflächen im direkten Umfeld der Schlossanlage

  3. Weserufer
    - Entfernung des Bewuchses und Gestaltung der Uferzone

  4. Eichenallee entlang des Fahrradweges
    - Erhalt und Entwicklung der Baumbestände, fachgerechte Pflege

  5. Landwirtschaftliche Maschinenhalle
    - Versetzen der unpassenden Maschinenhalle und Rückbau der versiegelten Fläche

  6. Ehemaliger Kindergarten
    - Nutzungsneutrale Instandsetzung sämtlicher Gebäudeteile des in unmittelbarer Nähe zur Domäneneinfahrt befindlichen Gebäudes

  7. Dreizehnlindenhaus
    - Umfassende Sanierung sämtlicher Gebäudeteile des gegenüber dem Eingangsportal befindlichen ehemaligen Gasthauses und Hotelgebäudes unter denkmalpflegerischen Gesichtspunkten zur Wiederaufnahme der Nutzung

  8. Gestaltung des östlichen Ortsrandes von Höxter
    - Dichte Bepflanzung des östlichen Ortsrandes entlang dem Gewerbegebiet mit einer Reihe immergrüner Arten
    - Gestalterische Abschirmung der gewerblichen Nutzungen am nördlichen Straßenrand der Corveyer Allee; Begrenzung der Werbeanlagen

  9. Uferweg entlang der Weser
    - Aufwertung und Gestaltung der Weserpromenade zwischen Höxter und Corvey; Baumpflanzungen, Rückbau überdimensionierter Verkehrsflächen

  10. Aufwertung und Einbindung der Propstei tom Roden
    - Anlage von Fuß- und Radwegverbindungen zwischen Corvey- und tom Roden

  11. Blickachsen und Sichtbezüge
    - Freilegen / Freihalten von Sichtachsen und Blickbezügen

  12. Abgrenzung und Zugänge der Welterbestätte
    - Inszenierung der Hauptzugänge von Westen (Corveyer Allee) und Norden (Die Lüre) durch gestaltete Brücken
    - Markierung der Zugänge am Fuß- / Radweg entlang der Weser im Norden und Westen (z. B. Infotafeln)
    - Kennzeichnung der nördlichen Grenze der Stadtwüstung zwischen Ortsrand Höxter und Die Lüre durch eine Baumreihe

  13. Verlagerung unverträglicher Nutzungen und Gebäude
    - Verlagerung sämtlicher unpassender Gebäude einschließlich des Sägewerks im Bereich der Stadtwüstung im Weserbogen und weiterer landwirtschaftlicher Betriebsgebäude sowie Rückbau der versiegelten Flächen, Gestaltung als Freiflächen
    - Verlagerung des Schützenhauses, Gestaltung als Freifläche

  14. Gestaltung des archäologischen Parks der Stadtwüstung
    - Durchgehende Oberflächengestaltung als beweidete Wiese mit Baum- und Buschgruppen
    - Punktuelles Sichtbarmachen der archäologischen Befunde entlang dem nachgezeichneten alten Hellweg
    - Wettbewerbsverfahren zur Gestaltung des archäologischen Parks
9. Verkehr und Erschließung
  1. Motorisierter Individualverkehr
    - Sperrung des östlichen Abschnitts der Corveyer Allee für den Durchgangsverkehr
    - Bau einer Wendeanlage im Eingangsbereich zur Pufferzone
    - Gestaltung des östlichen Abschnitts als Hauptzugang für Besucher
    - Sperrung des südlichen Abschnitts der Straße Die Lüre für den Durchgangsverkehr
    - Rückbau des Straßenversatzes im Bereich des Parkplatzes zugunsten einer linearen Führung, Gestaltung als Allee
    - Rückbau des Parkplatzes gegenüber dem Dreizehnlindenhaus, Gestaltung als Freifläche
    - Neueres Parkplatzangebot für Besucher auf der heutigen Bahnbrache im westlichen Eingangsbereich zur Stadtwüstung Corvey
    - Erschließung des Kloster- bzw. Schlossareals über den Wirtschaftsweg entlang der Bahntrasse, zurückhaltender Ausbau des Weges
    - Nutzerparkplatz für das Dreizehnlindenhaus und angrenzender Bedarfsparkplatz (Behinderte, Veranstaltungsbesucher, Restaurant-, Hotel- und Kirchenbesucher)

  2. Schienengebundener Verkehr
    - Anlage eines neuen Haltepunktes Corvey in Höhe des Hafens

  3. Radverkehr und Fußgänger
    - Einrichtung einer Fahrradstation (Fahrradabstell- und -verleihangebote) im Bereich des Bahnhaltepunktes am Hafen
    - Neue Fuß- und Radwege nach Norden bis zur Propstei tom Roden und entlang der ehemaligen Befestigungsanlage der wüstgefallenen Stadt Corvey zwischen dem Ostrand Höxter und der Straße Die Lüre
    - Betrieb einer Gierseilfähre (Vitus-Fähre) zwischen Weserquerung im Verlauf des alten Hellwegs
    - Verlegung des Radwegs R 99 entlang der Nordgrenze der Pufferzone

  4. Schifffahrt
    - Neuer Anleger der Weserschifffahrt Corvey im Bereich des Hafens

### Umsetzungsphase
Nach der Ernennung zum UNESCO-Welterbe im Jahr 2014 stehen nun die Akteure vor Ort in der Pflicht, die mit der Anerkennung als Welterbe verbundenen Ziele umzusetzen und zur Entwicklung der Welterbestätte beizutragen. Dazu zählt zum einen das Herzogliche Haus Ratibor in Form der in Gründung befindlichen Corvey gGmbH als Eigentümer des Grundstücks, auf dem sich die Fundamente der Civitas Corvey befinden. Darüber hinaus gehören zu den Beteiligten die Kirchengemeinde St. Stephanus und Vitus als Eigentümer der Kirche und des Westwerkes, die Stadt Höxter als Förderer und Gesellschafter der Kulturkreis Höxter-Corvey gGmbH, sowie der Kreis Höxter, ebenfalls als Gesellschafter dieser gGmbH.
Die Eigentümer legen in einem sogenannten „Letter of Intent“ über die Zusammenarbeit bei der Entwicklung der Welterbestätte Corvey als Ziele fest, die Welterbestätte für die Öffentlichkeit zugänglich zu machen und eine angemessene museale Präsentation Corveys zu entwickeln. Dazu beantragte die Stadt am 17. September 2014 Fördergelder in Höhe von 6 Millionen Euro aus dem Bundesprogramm „Nationale Projekte des Städtebaus“; ein Förderprogramm, woraus insbesondere auch Welterbestätten förderbar sind. Die Stadt einigte sich mit den Eigentümern auf bestimmte Teile des Managementplans, die mit den beantragten 6 Millionen Euro zuerst umgesetzt werden sollen. Unter dem Projekttitel Welterbe Corvey: Umsetzung der ersten Maßnahmen des Managementplans für das neue Welterbe sollen 1.945.000 Euro auf Maßnahmen zur Steigerung der touristischen Attraktivität, der größte Teil von 3.855.000 Euro auf Maßnahmen zur Substanzerhaltung und 200.000 Euro auf Machbarkeitsstudien entfallen.
Für große Teile des Managementplans, insbesondere die touristische verkehrstechnische Erschließung und der Gestaltung der direkten Umgebung und Pufferzone, konnte sich die Stadt mit den Eigentümern im Rahmen dieses Förderantrags nicht einigen. Es müssen dafür nach Ende der Bewilligung im Jahr 2018 neue Fördermöglichkeiten akquiriert werden.
Zur Gewährleistung einer politischen Transparenz konstituiert die Stadt Höxter eine Kontaktgruppe Welterbe Corvey, die von den Eigentümern über aktuelle Ereignisse informiert werden soll. Außerdem überwacht ein Generalplaner die Umsetzung der Maßnahmen. Gemeinsam mit den Denkmalbehörden sind die Eigentümer verantwortlich für die Planung, Projektierung und Umsetzung sämtlicher Maßnahmen an ihrem jeweiligen Eigentum.

## Bibliotheken

### Klosterbibliothek im Mittelalter
Die ersten Handschriften erhielt die Klosterbibliothek vermutlich aus dem Mutterkloster Corbie und von Schenkungen aus dem klösterlichen Umfeld. Darunter waren Schriften von Paschasius Radbertus, der selbst an der Gründung Corveys beteiligt gewesen war. Er hatte über den Tod des ersten Abtes von Corvey Adalhard eine Totenklage verfasst. Zwei weitere Werke widmete er Abt Warin; diese gehörten ebenfalls zur Klosterbibliothek. Auch die Schriften des Ratramnus von Corbie, der mit Abt Adalhard eine gelehrte Korrespondenz pflegte, dürften in Corvey vorhanden gewesen sein.
Eine große Erweiterung erfuhr die Bibliothek Anfang des 9. Jahrhunderts durch Gerold, einen Hofkaplan Ludwigs des Frommen. Dieser schenkte Ludwig beim Eintritt in das Kloster seine Bücher. Dazu gehört ein Matthäuskommentar des Hieronymus, der sich heute in München befindet. Besonders trägt die bedeutende Corveyer Klosterschule mit ihrem beträchtlichen Buchbestand zur Erweiterung der Klosterbibliothek bei. Bischof Ansgar führte auf seinen Missionsreisen Bücher aus Corvey mit sich oder ließ sie sich von dort kommen. Sogar die Hamburger Dombibliothek soll mit Hilfe Corveys wieder aufgebaut worden sein, nachdem sie bei einem Überfall der Dänen 845 zerstört worden war. Bedeutende Mönche, die als Schriftsteller arbeiteten, wirkten in der Zeit um 900 in Corvey. Dazu zählt der Mönch Widukind, der eine Sachsengeschichte verfasste. Eine Analyse der benutzten Quellen zeigt, dass in Corvey zahlreiche Werke antiker und christlicher Autoren vorhanden gewesen sein müssen.
In der Folgezeit fielen Neuerwerbungen relativ gering aus. Ein neuer Aufschwung erfolgte in der Reformzeit um 1100 unter Abt Markward. So erhielt das Kloster Marienmünster bei seiner Gründung Bücher aus Corvey. Auch noch unter Erkenbert wurde in Corvey eine Reihe von Werken erworben. Dieser widmete Ekkehard von Aura eine Bearbeitung einer Weltchronik. Trotzdem wurde die Bibliothek weiterhin vernachlässigt, ehe sie ab 1146 unter Wibald von Stablo erneut anwuchs. Dieser sammelte alle ihm zugänglichen Schriften des Cicero und stellte sie in einem heute in Berlin befindlichen Codex zusammen. Auch das wahrscheinlich in Helmarshausen entstandene liber vitae stammt aus dieser Zeit.
Nach dem Tod Wibalds 1158 verlor die Bibliothek ihre frühere Bedeutung. Es kamen zwar weitere neue Bücher hinzu, zahlreiche andere gingen jedoch verloren. Ein Exemplar des Sachsenspiegels erweiterte unter anderem den Bestand.

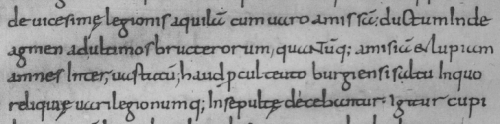
Ausschnitt aus Tacitus’ Annalen über die Varusschlacht im Teutoburger Wald. Die Handschrift wurde Anfang des 16. Jahrhunderts aus der Klosterbibliothek Corvey entwendet

Zu Beginn des 16. Jahrhunderts wurde aus der Klosterbibliothek eine berühmte Handschrift entwendet, die an Papst Leo X. gelangte. Diese Handschrift war eine vermutlich aus dem Kloster Fulda stammende Kopie aus dem 9. Jahrhundert und überliefert die ersten sechs Bücher von Tacitus’ Annalen. Papst Leo X. ließ den Text 1515 zum Zwecke der Veröffentlichung drucken, übersandte ein Exemplar der Druckschrift zur „Entschädigung“ nach Corvey und sicherte dem Kloster dabei einen „immerwährenden Ablass“ zu. Der Diebstahl wird als Glücksfall gesehen, da dieser zu einer stärkeren Verbreitung der bis dato unbekannten Handschrift führte und diese vor einer Zerstörung während des Dreißigjährigen Krieges bewahrte.
Im weiteren Verlauf des 16. Jahrhunderts kam die Bibliothek des Klosters Bursfelde nach Corvey. Zu Studienzwecken suchte in dieser Zeit ebenfalls eine Reihe von Gelehrten die Bibliothek auf. Hermann Hamelmann zum Beispiel stellte dieser jedoch kein gutes Zeugnis aus, als er von einer einst ausgezeichneten Bibliothek sprach. Große Verluste erlitt die Bibliothek während des Dreißigjährigen Krieges.

### Neue Klosterbibliothek nach dem Dreißigjährigen Krieg
Gegen Ende des 17. Jahrhunderts zur Zeit von Christoph Bernhard von Galen erfolgten Anschaffungen einer Reihe neuer großer Werke. Den weiteren Ausbau des Bestandes leitete Fürstabt Maximilian von Horrich, der als Gründer dieser neuen barocken Klosterbibliothek gilt. Über zwei Ebenen erstreckten sich die Bücherschränke dieser Bibliothek. Maximilian von Horrich schuf eine Bibliothek mit Werken für den Bedarf eines Klosters und eines adeligen Konvents. Die Einbände der Bücher wiesen helles Leder oder Pergament auf. Sie hatten am Rücken zwei blaue Streifen, von denen der obere den Titel des Bandes und der untere den Standort des Buches in der Bibliothek enthielt. Das Erscheinungsbild änderte sich, nachdem die Bücher in verzierten Einbänden geliefert wurden.
Auf einer Auktion in Bremen, die im Jahre 1721 stattfand, ersteigerte Abt Maximilian von Horrich zahlreiche Bücher, wie die handschriftlichen Vermerke belegen. Einige dieser Werke stammen aus dem Prämonstratenserkloster Mons Sion und dem Jesuitenkolleg in Prag. Andere Eintragungen zeigen, dass Abt Maximilian häufig Bücher für die Corveyer Klosterbibliothek erstand. Eintragungen wie: „gekauft in Höxter“, „gekauft von irgendjemandem in Holzminden“ bestätigen das.
Auch Buchanschaffungen der nachfolgenden Äbte für die Corveyer Bibliothek sind bekannt. Der Bestand umfasste bis 1793 über 6000 Werke. Eine Abschrift des Corveyer Bibliothekskataloges von 1803 gibt Auskunft über die Werke.
Nach der Säkularisation von 1803 wurde die Bibliothek aufgelöst. Verhandlungen zu ihrem Verbleib dauerten bis 1812. Aber schon zuvor waren Teile davon unter der Hand verschwunden. Der Historiker Paul Wigand fand 1811 nur noch ein Viertel der erwarteten Bücher vor. Ein beträchtlicher Teil kam 1812 nach Marburg, Münster und Bonn. Ein Rest von etwa 2500 Bänden verblieb als Corveyer Pfarrbibliothek in der Dechaneibibliothek von Höxter. Diese Werke befinden sich heute als Depositum in der Erzbischöflichen Akademischen Bibliothek in Paderborn.

### Fürstliche Bibliothek

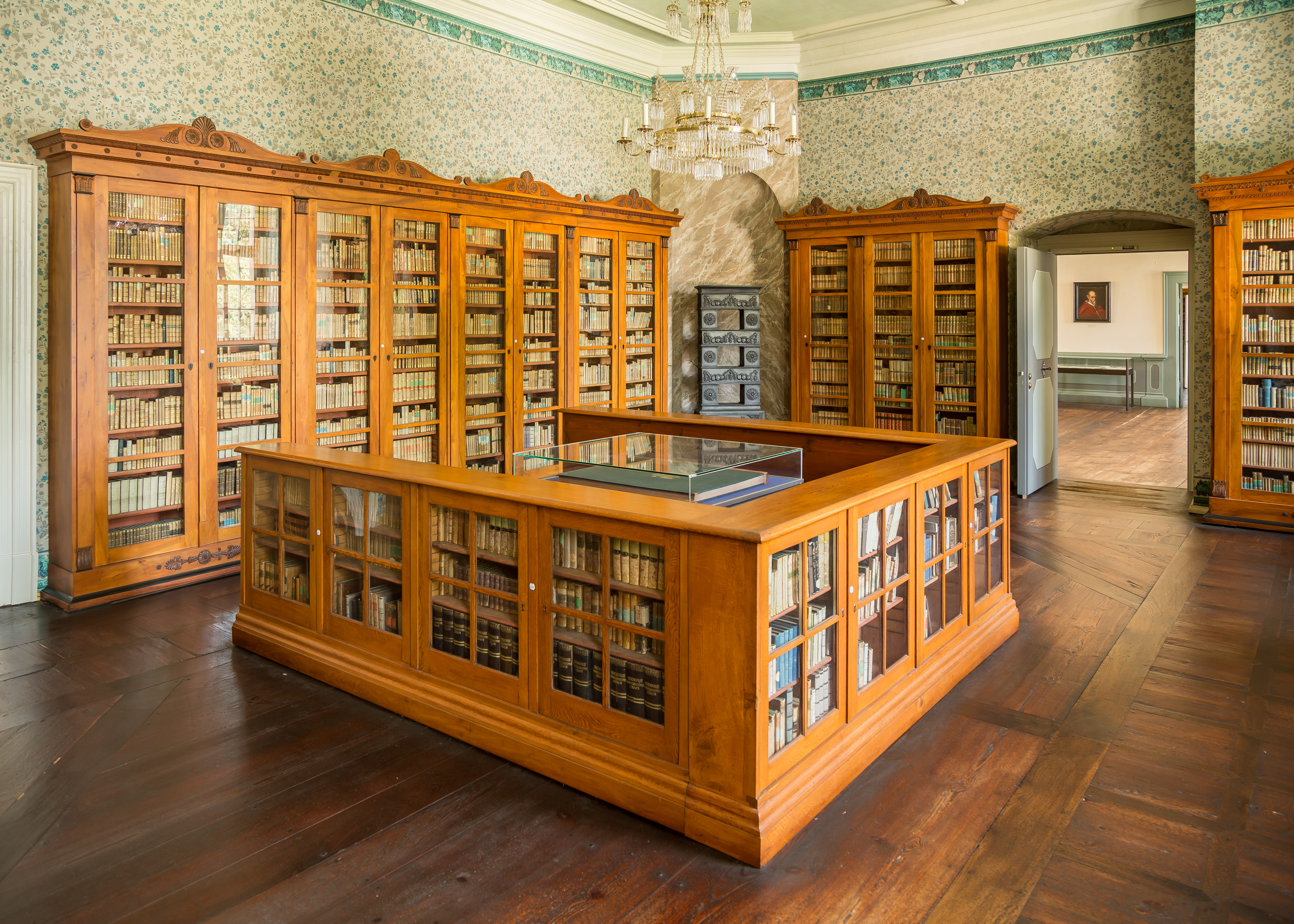
Fürstliche Bibliothek im Nordflügel

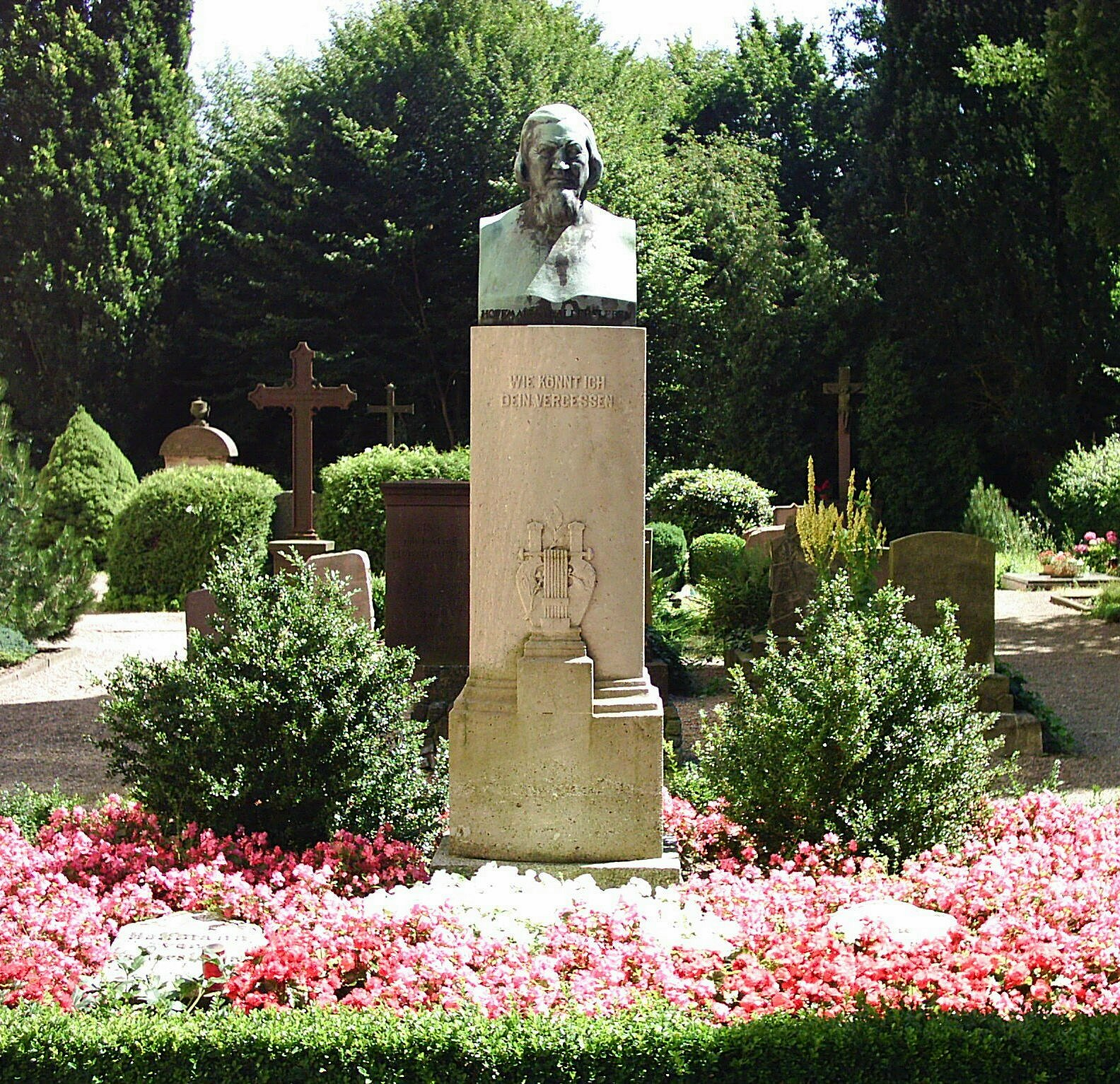
Grab von August Heinrich Hoffmann von Fallersleben

Die Fürstliche Bibliothek steht als dritte Bibliothek Corveys nicht in Zusammenhang mit den alten Klosterbibliotheken. Sie entstand außerhalb von Corvey als eine rein weltliche Büchersammlung der Landgrafen von Hessen-Rotenburg. Von 1825 bis 1833 wurde die Sammlung mit rund 36.000 Bänden von Rotenburg an der Fulda nach Corvey gebracht. Inhaltlich umfasste die Sammlung Romane, Reisebeschreibungen, Biographien, Memoiren, Dramen und Lyrik des 18. und 19. Jahrhunderts. Die Bibliothek besteht aus 15 Sälen, ausgestattet mit Stuckdecken, 200 Bücherschränken aus verschiedenen Holzarten und französischen Tapeten.
Im Jahr 1840 übernahm Herzog Viktor Amadeus als erster Herzog und Fürst von Corvey das Schloss und seine Bibliothek. Er stellte August Heinrich Hoffmann von Fallersleben als Bibliothekar ein. Dieser kam im Mai 1860 nach Corvey und versuchte den schlechten Ruf der Bibliothek als einer Sammlung von Unterhaltungsliteratur zu verbessern, indem er wissenschaftliche Literatur, wertvolle Einzelwerke und Prachteinbände kaufte. Der Bestand wurde auf rund 74.000 Bände aufgestockt.
Hoffmann von Fallersleben starb am 19. Januar 1874 in Corvey; unter großer Anteilnahme der Bevölkerung wurde er neben seiner bereits am 27. Oktober 1860 verstorbenen Frau Ida auf dem kleinen Friedhof neben der Abteikirche beigesetzt. Das Grab schmücken zwei schlichte Marmorplatten mit den Namen. Das Denkmal auf der Grabstätte, eine überlebensgroße bronzene Porträtbüste des Dichters auf einer hohen verzierten Steinstele mit der Gedichtzeile „Wie könnt’ ich Dein vergessen“, wurde am 26. August 1911 anlässlich des 70-jährigen Jubiläums des Deutschlandliedes – von Hoffmann von Fallersleben 1841 auf der Insel Helgoland gedichtet – enthüllt. Der Anfertigung und Aufstellung der Bronzebüste in Corvey ging die Installation eines Denkmalmodells voraus, welches der Künstler Adolf von Donndorf in den 1870er Jahren gefertigt hatte. Das später verwirklichte Denkmal schuf der deutsche Bildhauer Arnold Künne. Das Geld für die Anfertigung stammte zum Teil aus Spenden deutscher Gesangsvereine.
Franz Hoffmann-Fallersleben (1855–1927), der Maler und Sohn des Dichters, stiftete weitete Mittel für dieses Denkmal.
Zwischen 1985 und 1999 digitalisierte eine Arbeitsgruppe der Universität Paderborn einige Bücher von von Fallersleben. Sie wurden durch Speicherung auf Mikrofiche und digitalen Medien dem allgemeinen Gebrauch zugänglich gemacht. Seit 1999 ist der Katalog online verfügbar. Die Betreuung der Bibliothek erfolgt durch das Corvey-Institut für Buch- und Bibliotheksgeschichte GmbH an der Universität Paderborn.
Nach einem Restaurierungsprojekt, das 2007 begann, sind seit Juni 2012 auch die letzten wiederhergestellten Räume der Bibliothek für die Öffentlichkeit zugänglich. Der Zustand der historischen Tapeten war eine besondere Herausforderung bei der Instandsetzung der Räume.

## Architektur

### Baugeschichte
Die Grundsteinlegung zur Klosterkirche lässt sich auf das Jahr 822 festlegen. 844 wurde das Langhaus geweiht (Bau I). Die Weihe der Querarme und des Chores (Bau II) folgten im Jahr 867. Der Bau des Westwerkes begann 873 und wurde 885 geweiht.

Grundriss der Klosterkirche (Bau II)

In den Jahren 1145 bis 1159 erfolgte die Umgestaltung des Westwerkes mit dem oberen Querriegel unter Abt Wibald von Stablo. Dazu zählen die Abtragung des zentralen mittleren Turms sowie die Aufstockung der beiden Fassadentürme. Zwischen 1585 und 1616 erfolgte ein zweiter großer Umbau unter Abt Dietrich von Beringhausen. Arbeiten und Renovierungen an den Turmgiebeln und Turmhelmen wurden vorgenommen.
Über die frühe Klosteranlage gibt es nur wenige Hinweise. Die Grenzen dürften der späteren barocken Klosteranlage weitgehend entsprochen haben. Nach der Beschreibung der Entstehungsphase in der Translatio sancti Viti martyris ist zu vermuten, dass die Anlage nach einem Plan gebaut wurde. Das Gebäude des Konvents befand sich wie bei der späteren Anlage vermutlich im Norden der Kirche. Dort wurden Überreste des Kreuzganges gefunden. Um den Kreuzgang gruppierten sich die üblichen zu einem Kloster gehörenden Baulichkeiten. Die Ökonomiegebäude könnten sich im Süden der Anlage befunden haben.
Vor dem Neubau im 17. und 18. Jahrhundert existierten außerdem ein Friedhof, Obstgärten und verschiedene verstreute Gebäude wie die Residenz des Abtes, Gast- und Krankengebäude sowie Wirtschaftsgebäude. Ein Zeitgenosse schrieb um 1590: „Die Gebäude aber dieses oft erwähnten Klosters sind zum Teil alt, zum Teil neu. Und es sind ziemlich viele, derart, dass es auch von außen als eine stattliche Stadt anzusehen ist.“
Der Dreißigjährige Krieg führte zum endgültigen Ruin der karolingischen Klosterkirche. Mit Ausnahme des Westwerkes wurde die Kirche 1665 abgebrochen. Der Kirchenneubau erfolgte zwischen 1667 und 1671 durch den Architekten Niklas Dentell; die Ausstattung wurde mit Ausnahme der Orgel (1681) bis 1675 vollendet. Geweiht wurde die Kirche 1681.
Die karolingischen Klostergebäude wurden während des Dreißigjährigen Krieges stark zerstört. Der Neubau der Abtei begann 1699 unter Fürstabt Florenz von dem Felde. Bis 1715 geschah die Vollendung der Ostflügel unter Fürstabt Maximilian von Horrich. Wach-, Wohn- und Remisengebäude wurden unter den nachfolgenden Fürstäbten erbaut (Justus Wehmer, Hildesheim). Hinzu kamen zwei Türme sowie die Flügel des Wirtschaftshofes. Die Benediktuskapelle am Scheitel des Chores der Klosterkirche stammt aus dem Jahr 1727. Das Gartenhaus wurde 1741 erbaut (Franz Christoph Nagel, Paderborn). Die Marienkapelle im Süden der Kirche lässt sich auf das Jahr 1790 zurückführen. In die Zeit des Fürstbistums fiel 1794 der Bau des Dreizehnlindenhauses außerhalb der eigentlichen Klosteranlage.
Im Zusammenhang mit umfassenden Renovierungsarbeiten der Kirche und der Neuen Abtei zwischen 1945 und 1965 fanden Ausgrabungen in der Kirche statt (1951 und 1953). In den Jahren 1954 bis 1961 wurden die Wandmalereien im Westwerk aufgedeckt, im Jahr 1960 Reste der karolingischen Stuckplastik im Gewölbeschutt des Obergeschossquadrums gefunden. 1974/75 erfolgte eine Flächengrabung in der Kirche unter Uwe Lobbedey. 1977/78 ging eine Grabung im Westwerk vonstatten. Einige Jahre später, im Jahr 1992, wurde im Westwerk karolingisches Mauerwerk mit oxidroten Pinselstrichen, sogenannten Sinopien, freigelegt.

### Baubeschreibung

#### Gesamtanlage

Plan der Anlage: 1 Schloss (ehem. Abteigebäude) 2. Repräsentationsräume mit Kaisersaal 3. Fürstl. Bibliothek 4. Kreuzgang mit Friedgarten und Vituskapelle 5. Vorburg 6. Remise 7. Toranlage 8. Nordturm 9. Uhrenturm 10. Abteikirche St. Stephanus und Vitus 11. Marienkapelle 12. Benediktuskapelle 13. Westwerk 14. Dreizehnlinden-Kreuz 15. Teehaus 16. Domäne 17. Dreizehnlindenhaus

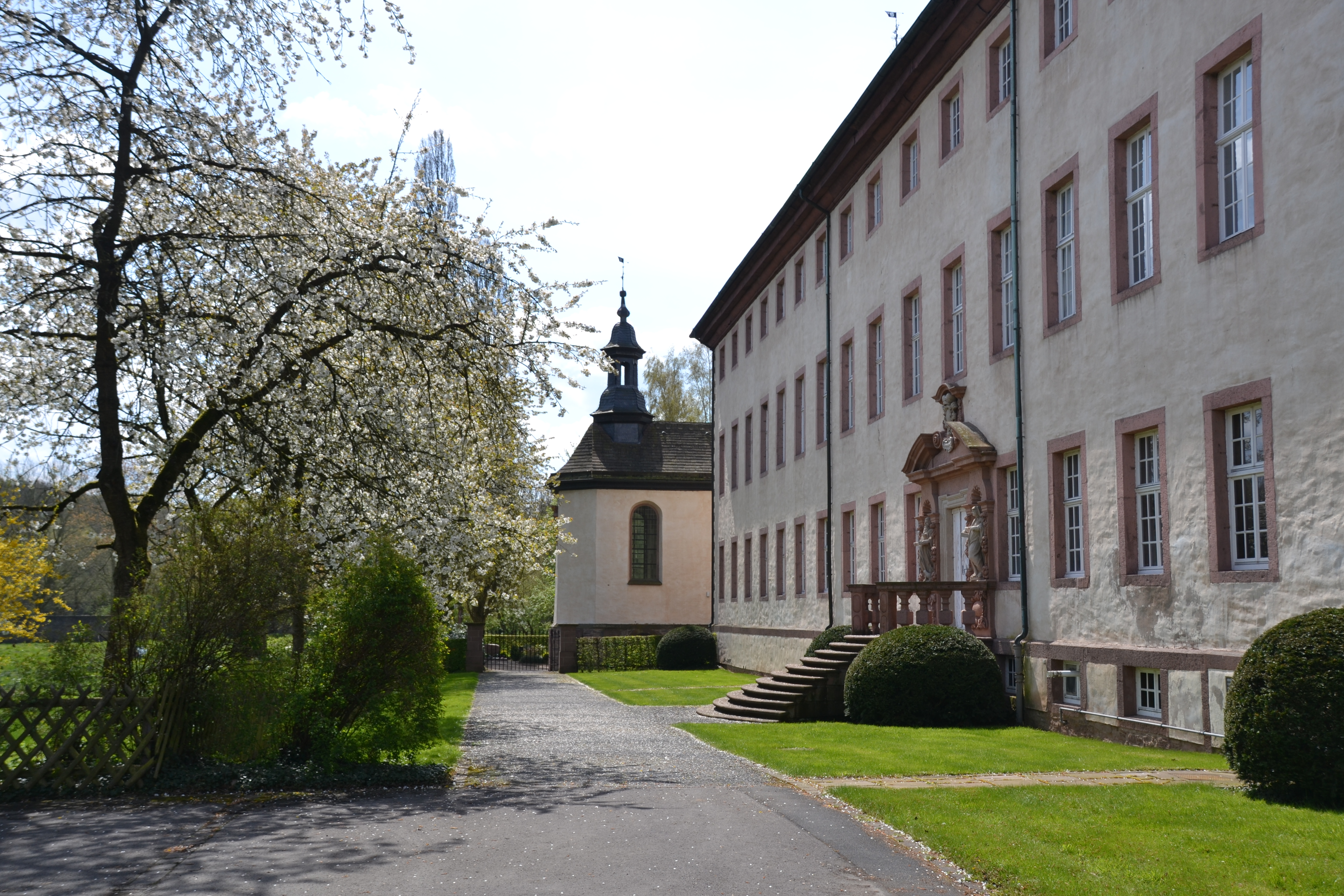
Der Ostflügel der barocken Anlage mit Benediktuskapelle

Das heutige Schloss Corvey (ehemals barockes Benediktinerkloster und zwischen 1699 und 1721 errichtet) umfasst ein Areal von 80.000 Quadratmetern. Hierzu gehören die barocken ehemaligen Abteigebäude, das Westwerk, die Abteikirche und die Ökonomiegebäude. Der Außenbau ist durch das Nebeneinander dieser ehemaligen barocken Abteigebäude und der mittelalterlichen Doppelturmfassade des Westwerks gekennzeichnet. Quadratische Türme markieren die Eckpunkte der Anlage.
Über eine steinerne Brücke führt der Weg auf eine Toranlage zu. Auf der Vorderseite der Toranlage befinden sich die Figuren zweier Wächter, die an orientalische Krieger erinnern, auf der Rückseite zwei Landsknechte. Nördlich hinter der Toranlage grenzen die ehemalige Wagenremise und die Stallungen an (heute das Schlossrestaurant). Südlich neben der Toranlage lagen Wohnungen für Bedienstete. Der Durchfahrtsweg wird von Grünflächen begrenzt. An die Grünflächen grenzt im Süden ein Hof, der an drei Seiten von den zweigeschossigen Ökonomiegebäuden umgeben wird.
Der Besucher blickt auf die Westfront der ehemaligen Klostergebäude, die im Süden an das mittelalterliche Westwerk angrenzt. Die 112 Meter lange Westfront ist dreigeschossig und hat 32 Fensterachsen. Gegliedert wird sie durch zwei große und drei kleine Portale. Die Durchfahrt zum Innenhof wird von den beiden Stifterfiguren Karl und Ludwig flankiert.
Der Nordflügel war die Schauseite der barocken Anlage. Die 90 Meter lange Front wird von zwei quadratischen Ecktürmen flankiert. Die Mitte betont ein Risalit, an den Seiten durch zwei Kolossalpilaster abgegrenzt, mit einem dreieckigen Giebel. Vor der Nordfront verlief ein Wassergraben, der 1836 zugeschüttet wurde. Zeitgleich wurde eine steinerne Brücke abgerissen, die in den ehemaligen Abtsgarten führte. Heute sind nur noch Teile des Wassergrabens vorhanden.
An den Nordflügel grenzt der Ostflügel, der ebenfalls 112 Meter lang ist. Er ist durch zwei Portale gegliedert. Ost- und Westflügel werden durch einen Verbindungstrakt miteinander verbunden, sodass zwei Innenhöfe entstehen. Der nördliche Innenhof ist offen mit seinen beiden Durchfahrtsportalen, während sich im südlichen Innenhof der Friedgarten befindet. Dieser hat keinen Zugang von außen, sondern ist nur durch den Kreuzgang, der ihn umschließt, begehbar.
Im Süden wird die rechteckige Anordnung der Flügel durch Kirche und Westwerk geschlossen. Nördlich und südlich der Kirche befindet sich der im 19. Jahrhundert errichtete Friedhof.
Der Bach Schelpe verläuft durch das ehemalige Klostergelände, wird unter dem Westflügel der Gebäude des Schlosses durchgeleitet, wo er ein Fischbassin für die Fastentage speiste, und mündet hinter dem Schloss in die Weser.

#### Westwerk

##### Außenbau

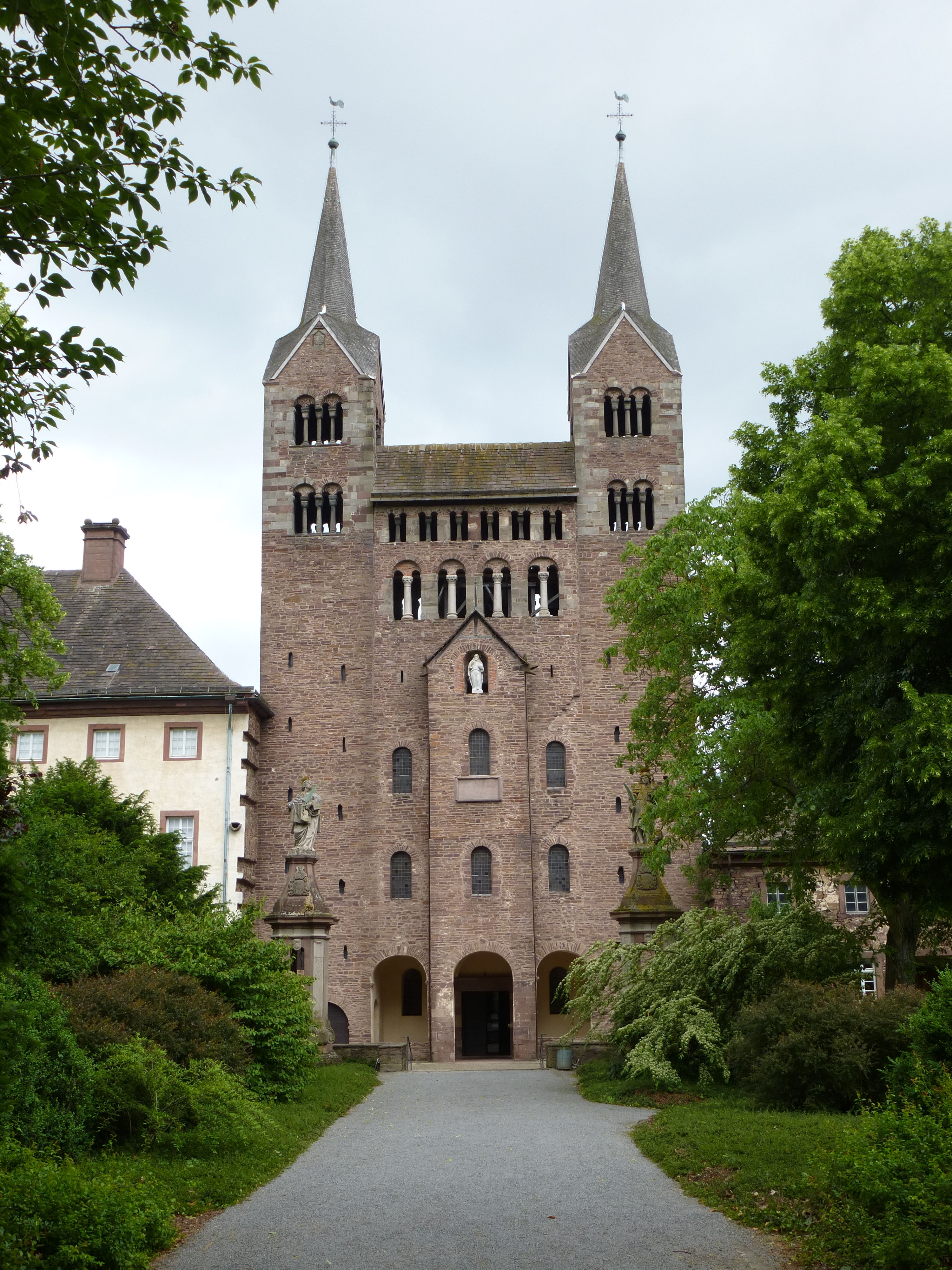
Corvey, Westwerk

Der älteste heute noch erhaltene Bauteil ist das Westwerk, das als eigenständiger Bauteil der ehemaligen Klosterkirche im Westen vorgelagert wurde. Als Dreiturmanlage wurde dieses karolingische Westwerk im 9. Jahrhundert mit zwei Fassadentürmen und einem mittleren quadratischen Turm erbaut. Im 12. Jahrhundert fand der Umbau zu einer Doppelturmfassade statt. Am unterschiedlichen Mauerwerk lassen sich die verschiedenen Bauphasen erkennen. Die hoch aufragende Westfront besteht aus zwei Flankentürmen und einem Mittelbau mit einem risalitartigen Erker in der Mitte. Dort ist eine Inschriftentafel aus der Gründungszeit angebracht. Die Inschrift lautet: CIVITATEM ISTAM TV CIRCVMDA DNE ET ANGELI TVI CVSTODIANT MVROS EIVS (Herr, umgib diese Stadt und lass deine Engel Wächter ihrer Mauern sein).
Der aus karolingischer Zeit stammende untere Teil des Westwerkes besteht aus einem unregelmäßigen Bruchsteinmauerwerk. Unterbrochen wird dies durch schlichte Rundbogenfenster und Lichtschlitze. Vom Gesamtbau hebt sich das zweigeschossige Glockenhaus über dem Mittelbau deutlich ab. Die vier zweiteiligen Bogenöffnungen der unteren Reihe stammen noch aus der Ursprungszeit des Baus, die sechs zweiteiligen Öffnungen der oberen Reihe erst aus dem 12. Jahrhundert. Auf diese Zeit lassen sich ebenfalls die oberen Geschosse der Türme mit ihren je zwei doppelbogigen Zwillingsfenstern zurückführen. Die Dächer des Mittelbaus und der Türme entstanden Ende des 16. Jahrhunderts.

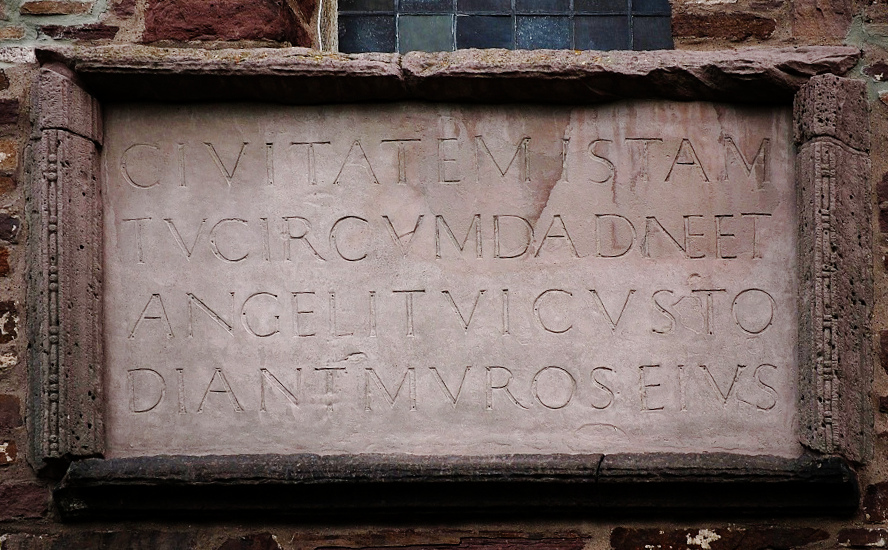
Bauinschrift am Mittelbau der Westfront

Ein Atrium als Hauptzugang zum Westwerk im Westen ist nicht mehr vorhanden. Es wurde unter Abt Heinrich von Aschebrock (1617–1624) abgebrochen. Heute wird das Westwerk von dem ehemaligen Klostergebäude und dem Ökonomiegebäude flankiert.

##### Innenraum

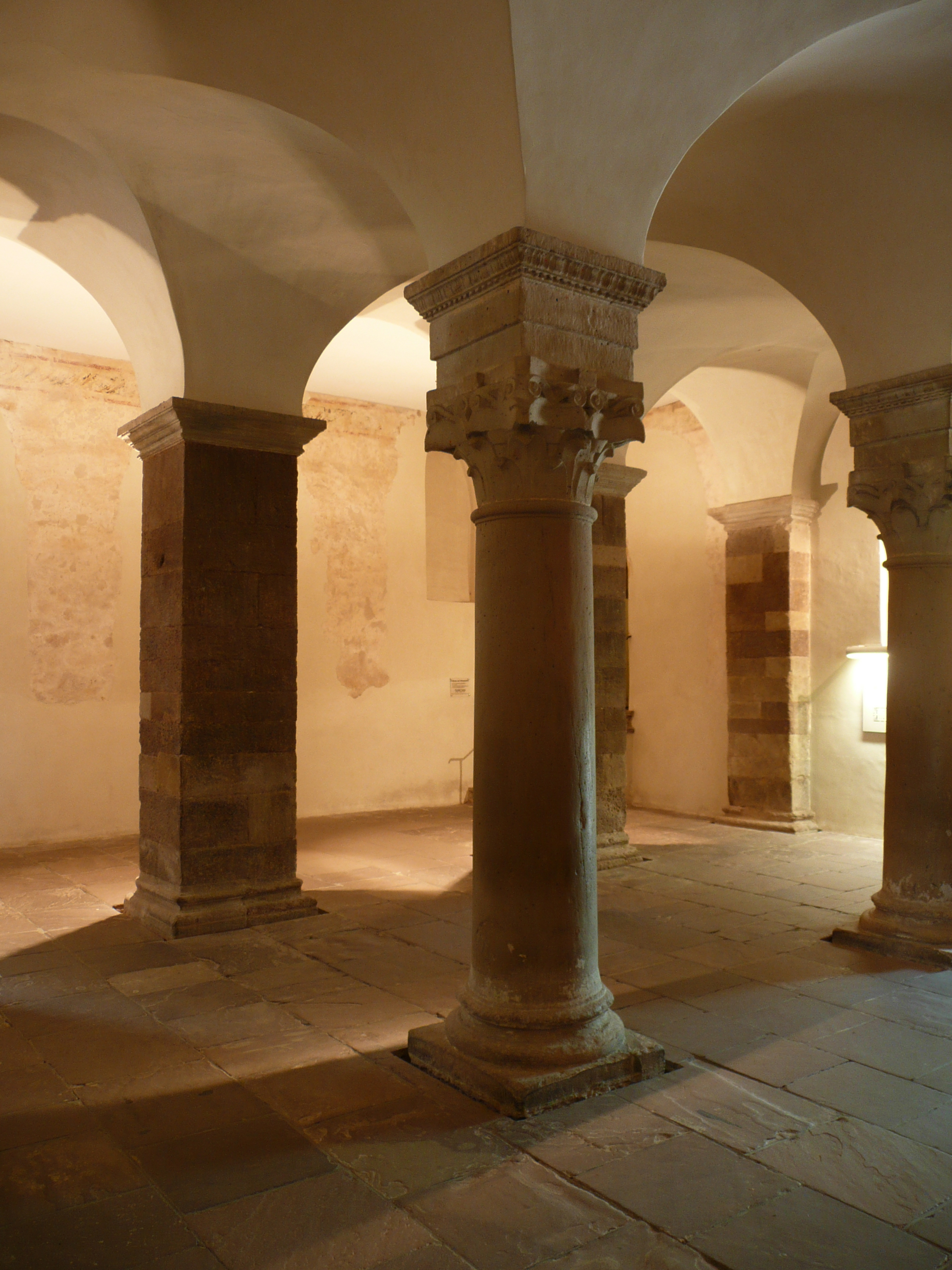
Säulen des Corveyer Westwerks

Nach dem Durchqueren dreier Arkaden wird die aus karolingischer Zeit stammende Eingangshalle erreicht. Dabei handelt es sich um einen fünfschiffigen Raum mit quadratischem Grundriss. Die Form des Quadrats wird in der Anordnung von gequaderten Pfeilern wiederaufgenommen. Innerhalb dieses Quadrums entsteht ein weiteres Quadrum, das durch vier Säulen markiert wird. Die Säulen sind mit korinthisierenden Vollblattkapitellen mit hohen, ornamentierten Kämpferblöcken versehen.
Den Hauptraum umgeben zwei dreijochige, früher flachgedeckte Seitenschiffe. Der östliche Teil der Eingangshalle war die Verbindung zwischen Westwerk und Kirche. Dieser reichte früher durch drei Geschosse des Westwerkes. Um 1600 wurde der Raum eingewölbt.
An den westlichen Ecken der Eingangshalle befinden sich Treppen zum zweigeschossigen Mittelraum des Westwerkes. Dieser sogenannte Johannischor ist ein hoher Raum mit quadratischem Grundriss und einer Balkendecke aus dem 16. Jahrhundert. Umgeben wird er von einigen Nebenräumen und einer Empore. Darüber befindet sich eine Emporenzone mit großer Bogenöffnung auf der Westseite. Über dem quadratischen, mittleren Bereich befand sich in karolingischer Zeit ein dritter Turm.

##### Ausstattung

###### Wandmalereien

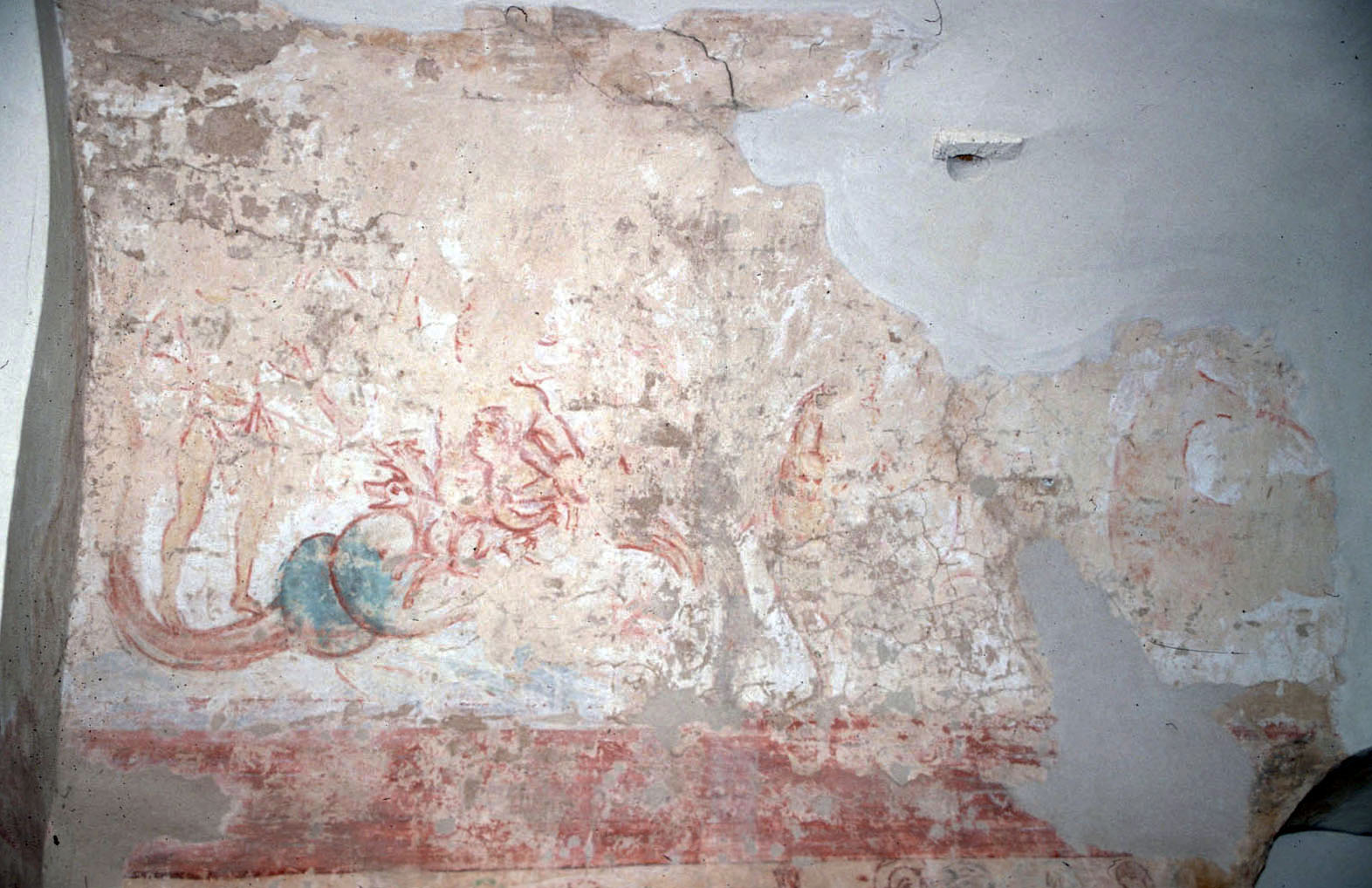
Fragmente des Odysseusbildes

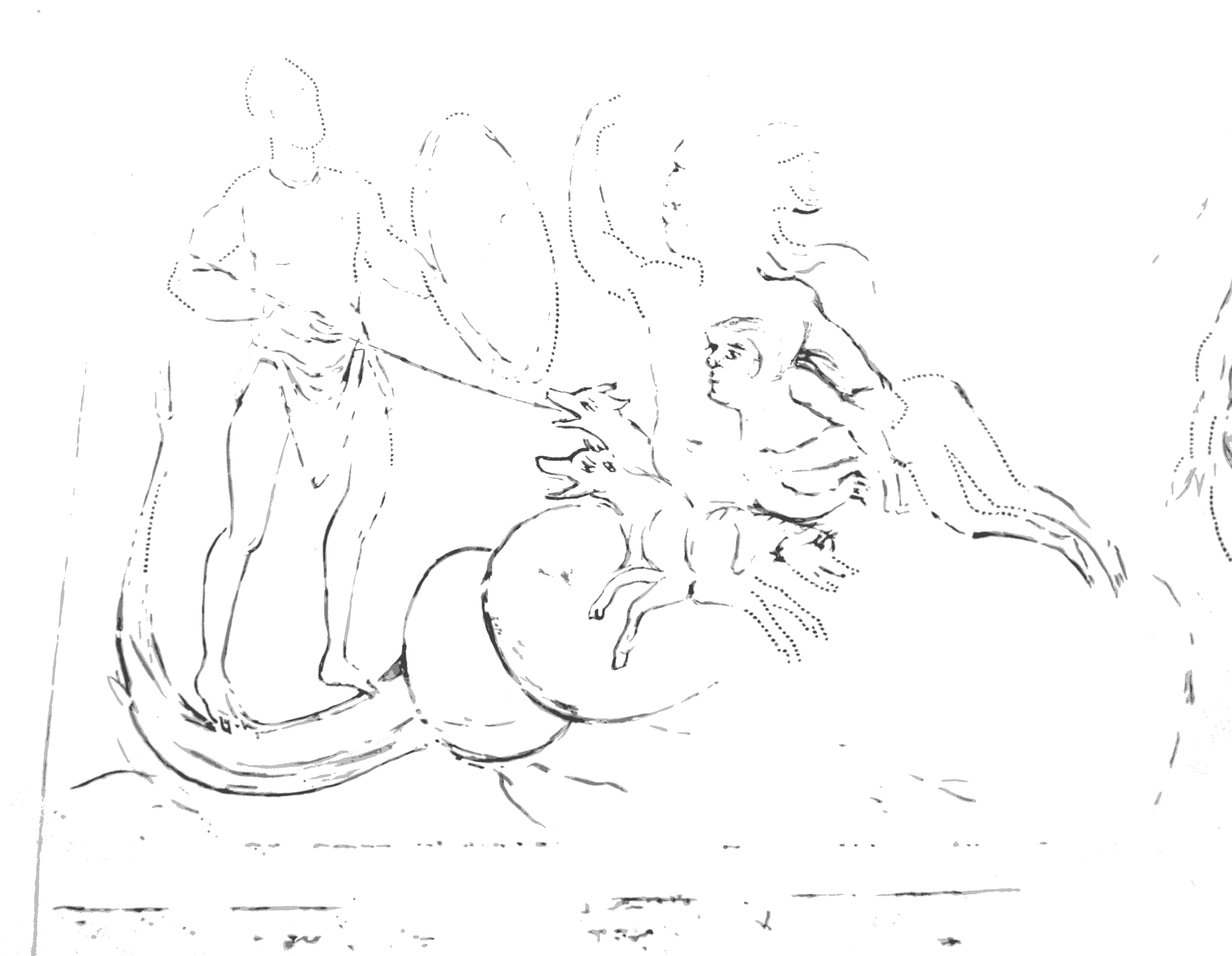
Zeichnung des Odysseusbildes

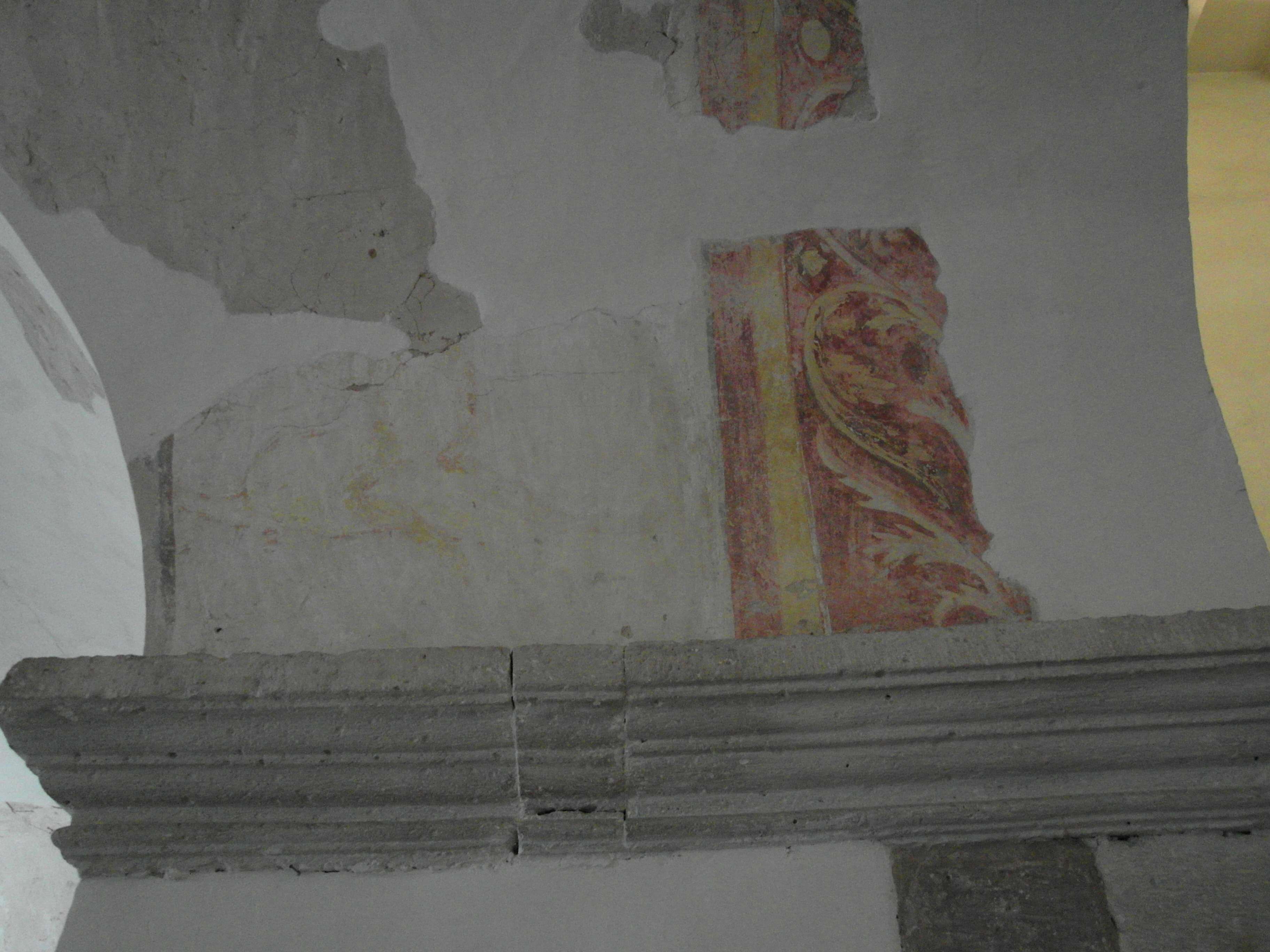
Wandmalerei mit Delphin und Akanthusfries im Westwerk

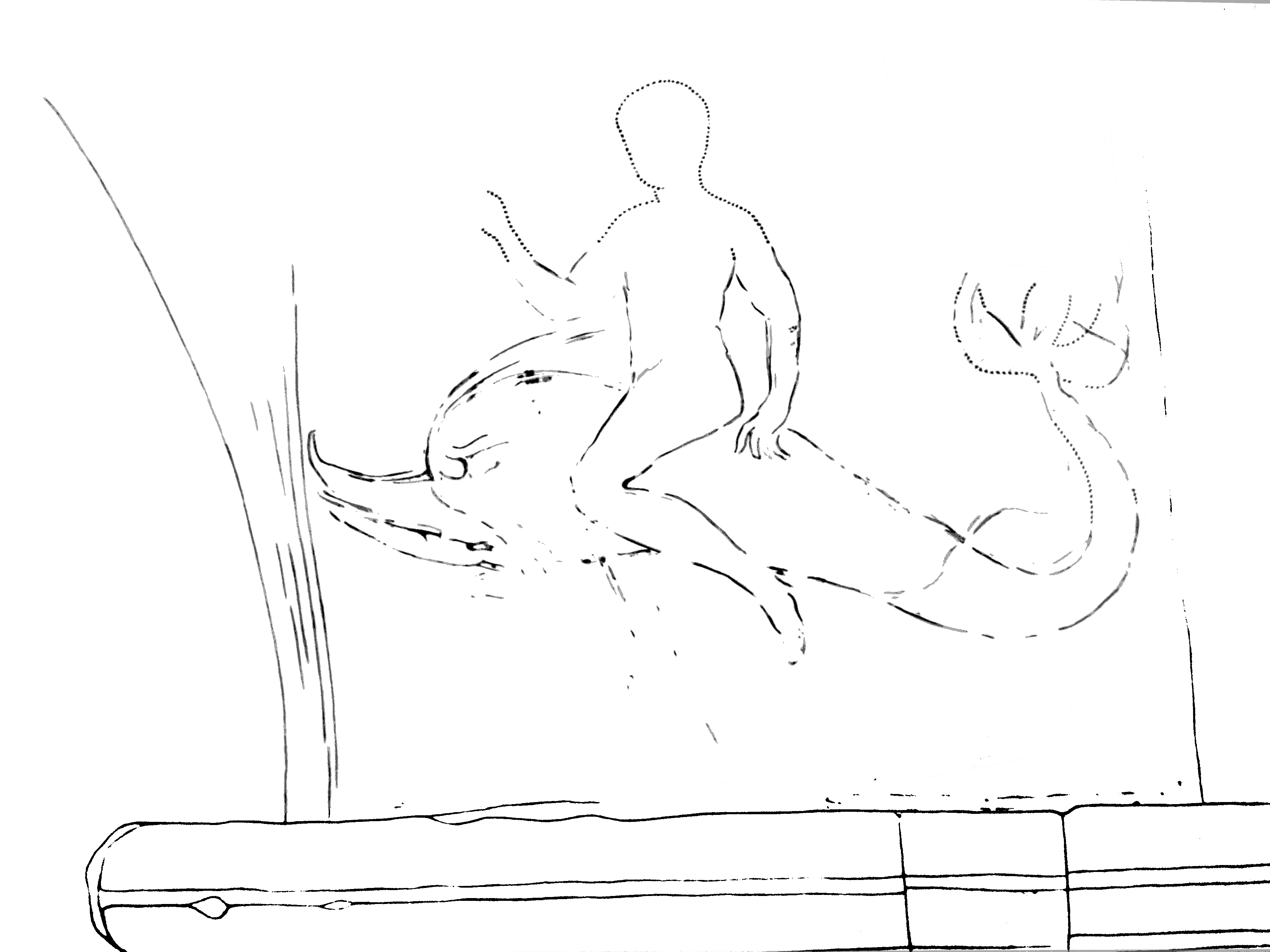
Zeichnung der Wandmalerei

In allen Stockwerken finden sich Wandmalereien aus Ornamentbändern, Akanthusranken und geometrischen Mustern.
Die Ausmalungsreste in der Eingangshalle sind insgesamt geringer als in den Obergeschossen. Im Südschiff wurden Reste nach 1961 freigelegt. Dort befanden sich gotische Gewölbe vor den älteren Mauern, sodass die teils getünchten teils bemalten Wandflächen erhalten blieben. Zu erkennen ist noch ein Akanthusfries, der die Wände unmittelbar unter der Flachdecke umzog. Die Akanthusblätter sind schräggestellt auf grünem Grund. Vermutlich rot gefasst waren die Pfeiler, da Farbspuren an mehreren von ihnen gefunden wurden. Die Kapitelle waren ebenfalls farblich gefasst. Keine Farbspuren zeigen die Säulenschäfte.
Am reichsten mit Wandmalereien geschmückt war das Obergeschossquadrum. Man kann zwischen Malereien, die direkt auf den Stein gesetzt wurden, und auf den Putz aufgetragenen Malereien unterscheiden. Der Putz ist jedoch weitgehend verloren. Die Pfeiler waren flächig rot gestrichen, die Basen und Kämpfer ebenfalls farblich gefasst. Dabei bediente man sich einer reichen Farbpalette von rosa bis zu gelb, rot, grün und blau. Mit rot-gelben Kantenstreifen waren die Arkadenbögen eingefasst. Die Bogenlaibungen wurden vermutlich mit vegetabilen Ornamenten bemalt.
In der Emporenzone finden sich größere Rest der Bemalung, da die Wände mehrere Jahrhunderte vermauert blieben. Die Laibungsseiten weisen Reste gemalter Säulen vor getünchtem Grund auf. Die Laibungsbögen waren ausschließlich mit geometrischen Mustern verziert. Unterhalb der Emporenöffnungen sind Spuren eines gemalten Gesimses vorhanden.
Im Westraum des Obergeschosses ist das karolingische Gewölbe mit Resten von Malereien erhalten. Die Graten des Gewölbes zeigen ein Akanthusdekor. An der Nordseite dieses Westraumes befinden sich die einzigen figürlichen Fragmente. Es handelt sich um eine Szene aus der griechischen Mythologie: Odysseus kämpft gegen das Meerungeheuer Skylla. Skylla ist dargestellt als ein Mischwesen mit einem menschlichen Oberkörper und einem Meerwesenschwanz. Ihr Kopf ist nicht erhalten. Im Bereich der Hüfte sind zwei Hundeköpfe zu sehen. In ihrem linken Arm hält sie ein menschliches Wesen, von dem Kopf und Oberkörper zu erkennen sind. Odysseus steht auf dem Schlangenschwanz in leicht gedrehter Haltung und wendet sich Skylla zu. Sein Oberkörper und Kopf sind nicht erhalten. Er ist mit einem Lendenschurz bekleidet. In seiner rechten Hand hält er eine Lanze, die er einem Hund ins Maul sticht.
Die mythologischen Gestalten müssen in christlichem Zusammenhang gedeutet werden. Die frühchristlichen Kirchenväter haben den mythologischen Stoff der Antike übernommen und auf das christliche Weltbild übertragen. Odysseus verkörpert den tugendhaften Christen, der gestärkt durch seinen Glauben die Gefahren der sündigen Welt übersteht. Skylla und die anderen Seeungeheuer stehen für die Verlockungen der sündigen Welt. Diese Umdeutung antiker Mythologie ins Christliche ist die früheste erhaltene Darstellung. Odysseus ähnelt der Darstellung des heiligen Michael, der dem Teufelsdrachen mit der Lanze einen Todesstoß gibt.
Rechts davon befindet sich fragmentarisch eine langhaarige Vogelsirene mit einem harfenartigen Instrument. Nur sehr schwer zu erkennen sind weitere Meereswesen und Fabeltiere. Unterhalb der oben genannten Malereien verläuft ein rötlicher Fries. Ein Blick auf die westliche Außenwand zeigt, wie skulptierter Pfeilerkämpfer als Fries auf der Wand weitergemalt wird.
Am nördlichen Arkadenpfeiler an der Südflanke befindet sich ein Delphinreiter. Er nimmt den ganzen Bereich der Gewölbefläche zwischen den aufsteigenden Akanthusbordüren ein. Dem nackten Reiter fehlen Kopf und Schultern. Nicht mehr zu erkennen ist, wie seine Schwanzflosse endete. Der Reiter stützt sich mit seiner linken Hand auf den Rücken des Delphins. Seinen rechten Arm hat er etwas angewinkelt und vorgestreckt.

###### Stuckfiguren

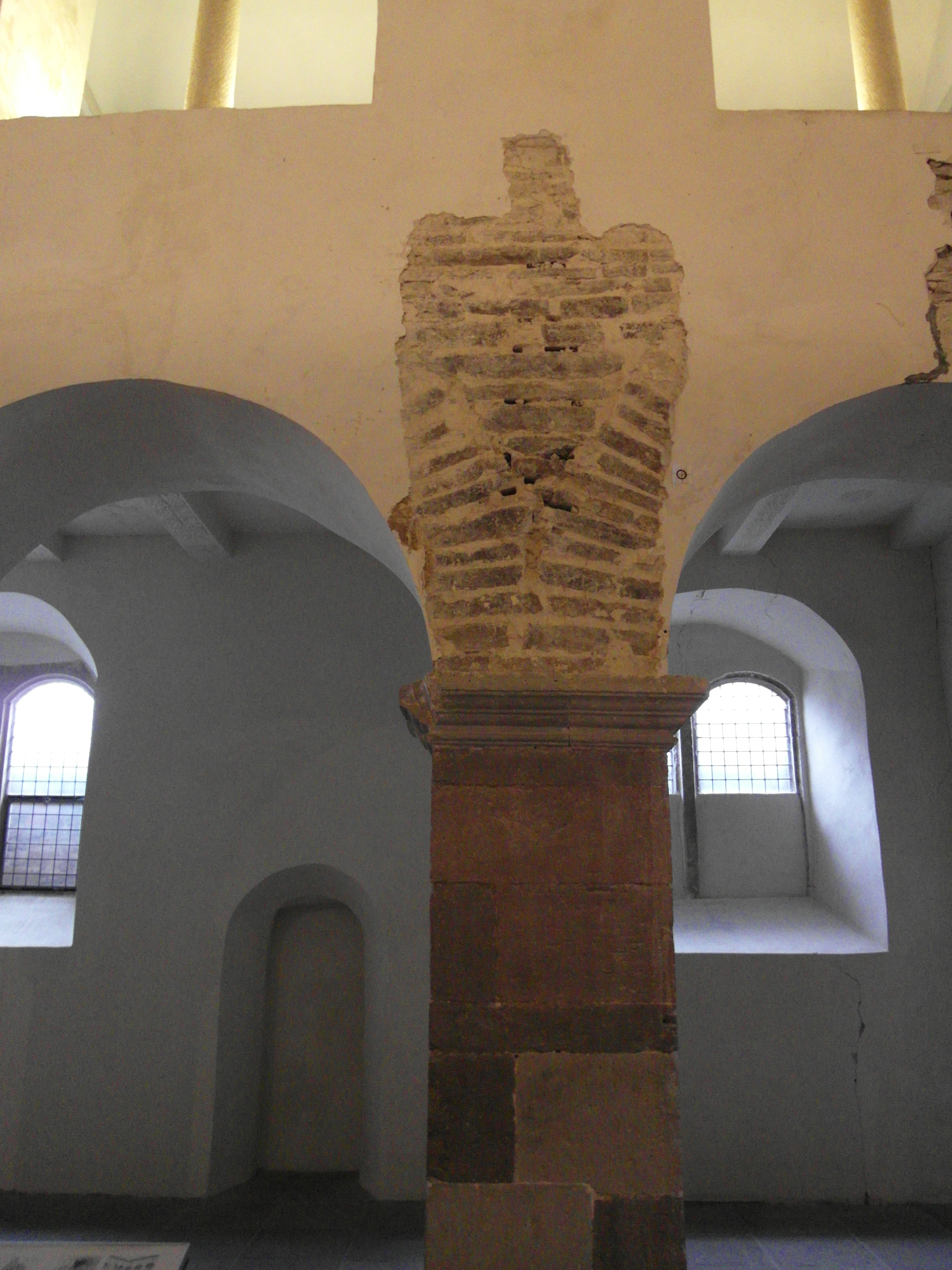
Stelle eines ehemaligen Stuckreliefs im Westwerk

Im Jahr 1960 fanden Corveyer Bauforscher bei ihren Untersuchungen im Schutt figürliche Stuckfragmente unter dem Fußboden des Quadrums. Sie konnten zunächst nicht zugeordnet werden. Erst im Jahr 1992, nach der Freilegung des karolingischen Mauerwerks über dem südöstlichen Zwischenpfeiler, kamen oxidrote Pinselstriche zutage. Die vollständige Aufdeckung der roten Pinselzeichnung ließ eine lebensgroße Figur in Tunika und Chlamys erkennen. Diese roten Pinselvorzeichnungen werden Sinopien genannt. Durch weitere Untersuchungen wurden über den anderen Zwischenpfeilern rote Vorzeichnungen entdeckt.
Gleichzeitig fanden sich Eichenholzkeile im Bereich der Sinopien, die in die Fugen des Mauerwerks eingetrieben wurden. Es folgten Entdeckungen von Resten eines gipshaltigen Materials. Sie wiesen darauf hin, dass die Sinopien als Vorzeichnungen für Stuckfiguren dienten. Die Eichenholzkeile in der Wand hielten diese lebensgroßen Stuckfiguren fest. Zur Sichtung dieser Vermutung trug ein Fragment bei, das aufgrund eines Mauerfugenabdrucks und zweier Keillöcher wieder an seinen ursprünglichen Platz zurückgeführt werden konnte. Die Stuckmasse wurde schichtweise aufgetragen. Es sind sieben Lagen an den Fragmenten erkennbar.
Bei den Figuren handelt es sich vermutlich um zwei Frauen und vier Männer. Die Frauen hatten lange Tuniken und schalartige Kopftücher. Aufgrund fehlender Attribute und Inschriften können keine genaueren Angaben zu den Figuren gemacht werden.

#### Ehemalige Abteikirche

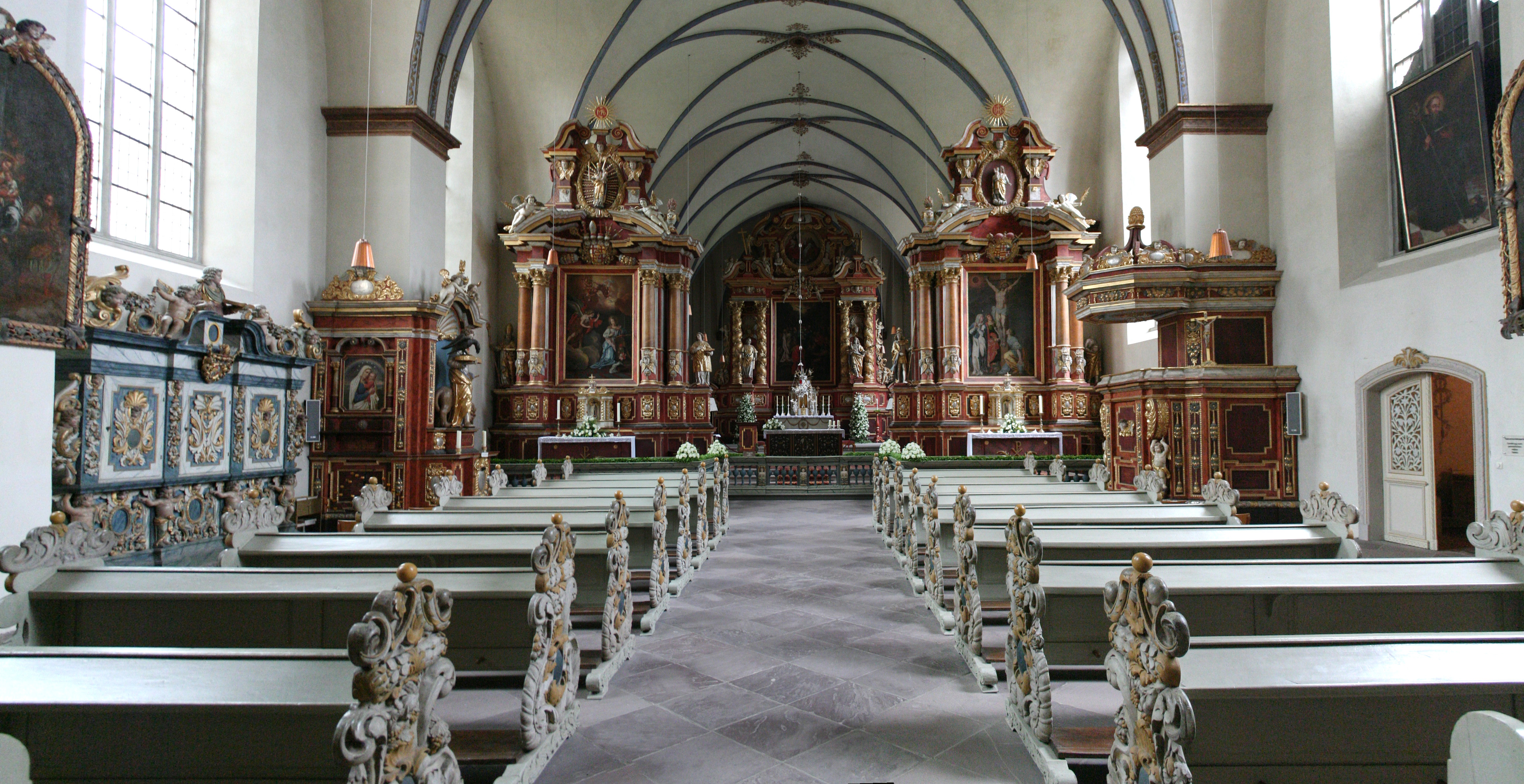
Innenansicht mit Blick auf den Altar

Die ursprüngliche Abteikirche war ein dreischiffiges Langhaus mit schmalen Seitenschiffen. Offenbar hat es Mittelschiffarkaden gegeben; Näheres ist unklar. Im Osten schloss sich an das Langhaus ein annähernd quadratischer Chor an. Ein kleiner Anbau mit einer Apsis befand sich im Osten des Chores, darunter eine Krypta. Bereits kurz nach Fertigstellung und vor dem Bau des Westwerkes verlief die Umgestaltung des Baues I zum sogenannten Bau II. Dazu gehörte im Osten ein eingezogenes rechteckiges Chorjoch und eine halbrunde Apsis. Gleichzeitig wurde eine Außenkrypta mit einem Umgang um die Chorapsis erbaut. Hinzu kamen zwei nach Osten verlängerte Längsstollen und eine kreuzförmige Kapelle im Osten. Querarme am Chor erweiterten den Gesamtbau.
Die nach 1667 erbaute St.-Stephanus-und-Vitus-Kirche ist ein Saalbau in einem gotisierenden Stil. Er besteht aus drei Jochen und eingezogenem dreijochigen Chor mit 5/12-Schluss. Im Osten befindet sich als kleiner Anbau die Benediktuskapelle (zweijochig, dreiseitiger Schluss). Die Kirchenfenster sind hohe zwei- und dreiteilige Spitzbogenfenster. Die Kirche hat ein Kreuzrippengewölbe ohne Gurtbogen. Die Kirche verfügt über eine reiche Innenausstattung aus der Zeit des Barock; nennenswert sind insbesondere der Hochaltar und die beiden Seitenaltäre aus dem 17. Jahrhundert, sowie die vier fürstbischöflichen Alabasterepitaphe. Die Orgel wurde 1681 von dem Orgelbauer Andreas Schneider (Höxter) erbaut. Im Turm der Klosterkirche hängt ein vierstimmiges Geläut, zu dem drei historische Glocken zählen.

#### Innenräume der ehemaligen Abtei

##### Äbtegalerie
Die Äbtegalerie befindet sich im ersten Obergeschoss des Osttraktes. Dort war der ehemalige Wohntrakt der Mönche. Heute ist dies noch an den eng nebeneinanderliegenden Türen zu erkennen. Der Name leitet sich von den 65 Porträts der Äbte her, die an der Wand hängen. Nur die letzten Äbte sind wirkliche Porträts, die älteren entstammen der Fantasie des Malers. Sie wurden von Fürstabt Florenz von dem Felde in Auftrag gegeben und von dem Braunschweiger Maler Tobias Querfurt bis 1714 fertiggestellt. Die beiden letzten wurden später hinzugefügt.
Die Reihe der Äbte, die sich um den Wiederaufbau des Klosters nach dem Dreißigjährigen Krieg verdient gemacht haben, beginnt mit Christoph Bernhard von Galen. Unter von Galen und seinem Nachfolger Christoph von Bellinghausen wurde die Klosterkirche wiederaufgebaut. Florenz von dem Felde hat den Grundstein zum Wiederaufbau der Klostergebäude gelegt und sein Nachfolger Maximilian von Horrich konnte die fertiggestellte Anlage beziehen. Die letzten beiden Porträts zeigen die Fürstbischöfe Theodor von Brabeck und Ferdinand von Lüninck.
Die an die Äbtegalerie angrenzenden Räume werden heute teilweise zu Ausstellungszwecken genutzt. Zu sehen sind Ausstattungsstücke und Paramente aus Corvey zur Zeit des Barock. Dazu zählen der Vitusschrein, Reliquienbüsten der Heiligen Stephanus und Vitus, die bei Prozessionen getragen wurden. In weiteren Räumen des Ostflügels befinden sich die Büros von der Kulturkreis Höxter-Corvey gGmbH und der Ratiborschen Verwaltung.

##### Geweihgang mit Barocksaal und Galerie, Orgelgang
Der Geweihgang ist der Verbindungsgang zwischen dem Wohnbereich des Konvents im Osten und dem Äbtetrakt im Westen. Er ist benannt nach den dort hängenden Jagdtrophäen und wurde von der herzoglichen Familie in der zweiten Hälfte des 19. Jahrhunderts eingerichtet. Die Wände sind im Marmorstil bemalt in Anlehnung an die Biedermeiertapeten in den fürstlichen Salons und der Bibliothek. Kandelaber im Stil des Historismus hängen an den Wänden.
An den Geweihgang grenzen die Galerie, das Kabinett und der Barocksaal. In der Galerie war die Bibliothek, die nach dem Wiederaufbau neu zusammengestellt wurde, untergebracht. Der Raum hat eine umlaufende Galerie im Obergeschoss. Beide Geschosse waren mit barocken Bücherschränken ausgestattet. Heute werden diese Räume als Ausstellungsräume für Wechselausstellungen genutzt.
Vom Geweihgang wird der Orgelgang erreicht, der ursprünglich farbig gefasst war. Er führt in das Obergeschoss des Westwerks und in die fürstlichen Salons. An den Wänden hängen Fotografien von Peter Knaup, die er 2007/08 in Corvey und Umgebung aufnahm.

##### Fürstliche Salons

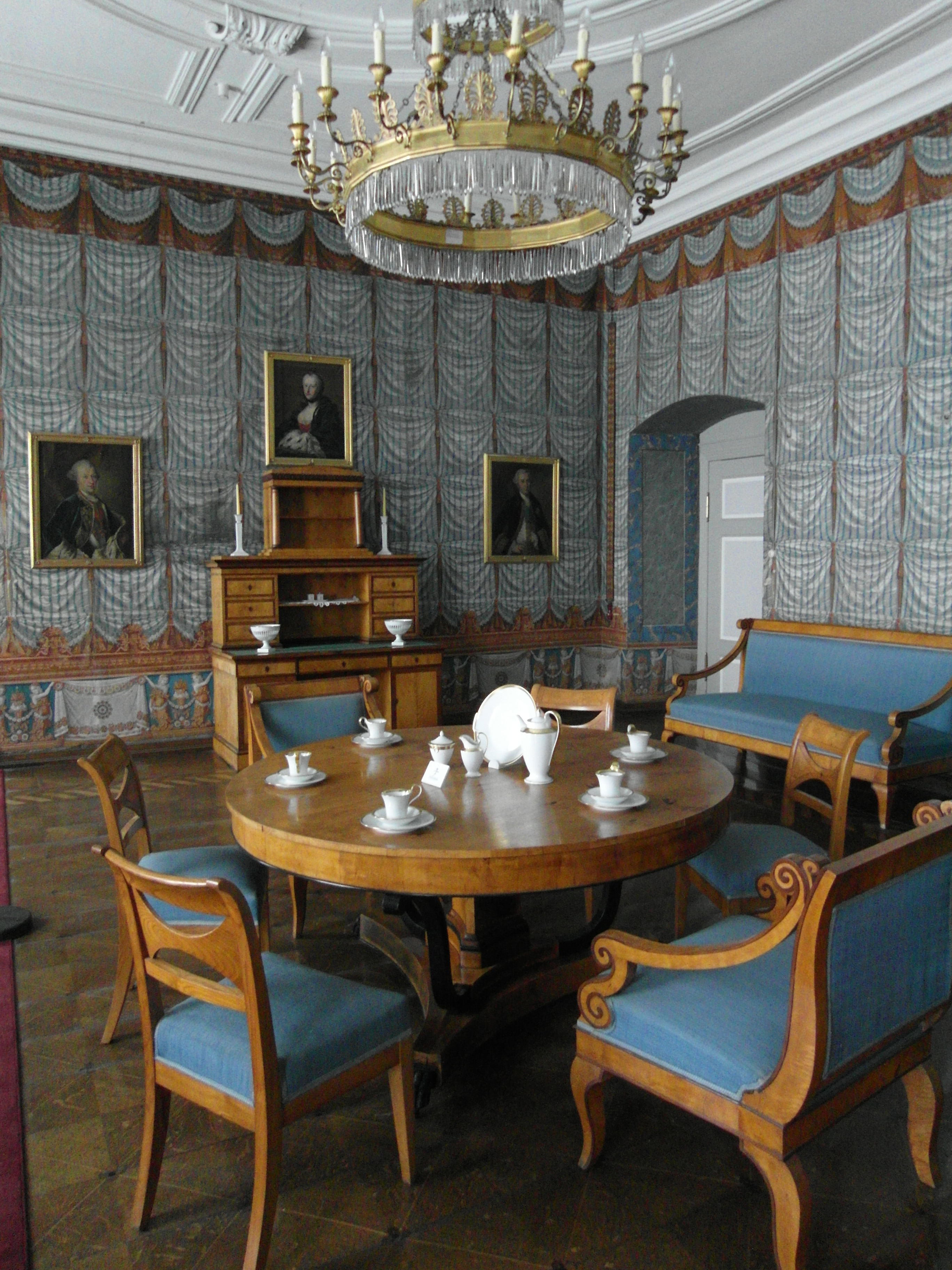
Blauer Salon im Westflügel

Die Fürstlichen Salons befinden sich im Westflügel. Da der letzte Fürstbischof in Corvey, Ferdinand von Lüninck, noch Wohnrecht bis zu seinem Tod hatte, waren die Räume im Nordflügel belegt. Landgraf Viktor Amadeus ließ daher seine Wohnräume im Westflügel, in der ehemaligen Gemäldegalerie der Äbte, einrichten. Die Möbel sind im Stil des Spätklassizismus und des Biedermeier.
Nur im Blauen Salon handelt es sich noch um die Originaltapeten, die in französischen Manufakturen hergestellt wurden. Sie stammen aus dem frühen 19. Jahrhundert. Beliebte Motive für die Tapeten waren Imitationen von kostbaren Brokat-, Damast- und Seidenstoffen, die drapiert und gerafft wurden. Die Einteilung der Tapete im Blauen Salon ist dreiteilig. In der unteren Bordüre sind antike Motive zu erkennen: Tempeldienerinnen wechseln sich mit Fruchtkörben ab. Im Hauptteil befinden sich Imitate eines blau weiß gestreiften Seidenstoffes. Dieser wird mit einer Abschlussbordüre eingefasst.
Bis in die frühen 1950er Jahre nutzte die Familie die Räume privat. Heute können diese von Besuchern besichtigt werden.

##### Kaisersaal

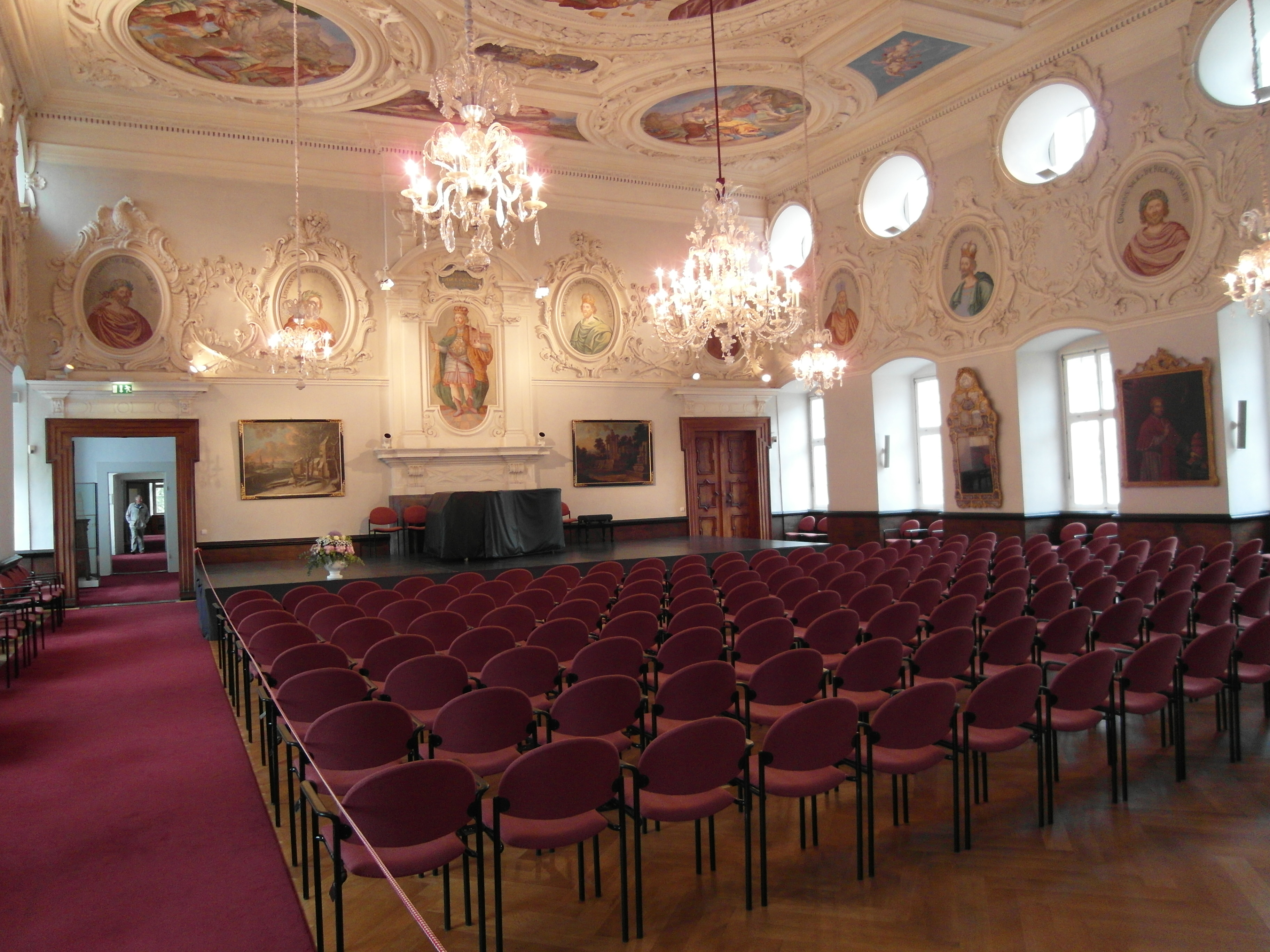
Kaisersaal im Westflügel

Ebenfalls im Westflügel befindet sich der Kaisersaal. Er reicht über den gesamten Flügel und hat eine zweite obere Fensterreihe. Dieser große und helle Raum war der Repräsentationsraum der Äbte. Hier hat dieser als Reichsfürst hochgestellte Persönlichkeiten empfangen. Der Kaisersaal war von der Umgestaltung im 19. Jahrhundert ausgenommen und präsentiert heute noch seine barocke Ausstattung. Der Name leitet sich von der Ausstattung des Raumes ab. An den Wänden hängen 20 Porträts von Kaisern und Königen. An den beiden Stirnseiten sind die Stifter Karl der Große und Ludwig der Fromme in ganzer Figur zu sehen. Sie werden von Kaisern und Königen in Medaillons umgeben, die in besonderer Beziehung zu Corvey standen.
Die Decke wird von einem großen Medaillon verziert, das die „Hochzeit zu Kana“ darstellt, eine biblische Szene aus dem Neuen Testament. Das Thema Gastfreundschaft wird auch in den kleineren Medaillons durch biblische Szenen des Alten Testaments gezeigt: „Joseph bewirtet seinen Vater und seine Brüder“, „Abraham bewirtet drei Engel“, „David und Abigail“ und „Rebecca am Brunnen“. Der Maler dieser Bilder ist nicht bekannt.
Die Stuckarbeiten an den Wänden und an der Decke führte vermutlich der italienischen Künstler Giacomo Perinetti aus. Dieser hatte zuvor beim Herzog Anton Ulrich von Braunschweig-Wolfenbüttel gearbeitet. Herzog Anton Ulrich war mit Abt Florenz von dem Velde befreundet und stellte ihm den Künstler zur Verfügung. Die Stuckarbeiten im Schloss Wolfenbüttel und in Corvey weisen stilistische Ähnlichkeiten auf.
Der Kaisersaal wird heute als Konzertsaal sowie für andere kulturelle Veranstaltungen genutzt. Dazu zählen zum Beispiel Lesungen, Ausstellungseröffnungen und die Hoffmann von Fallersleben Rede.

##### Sommersaal

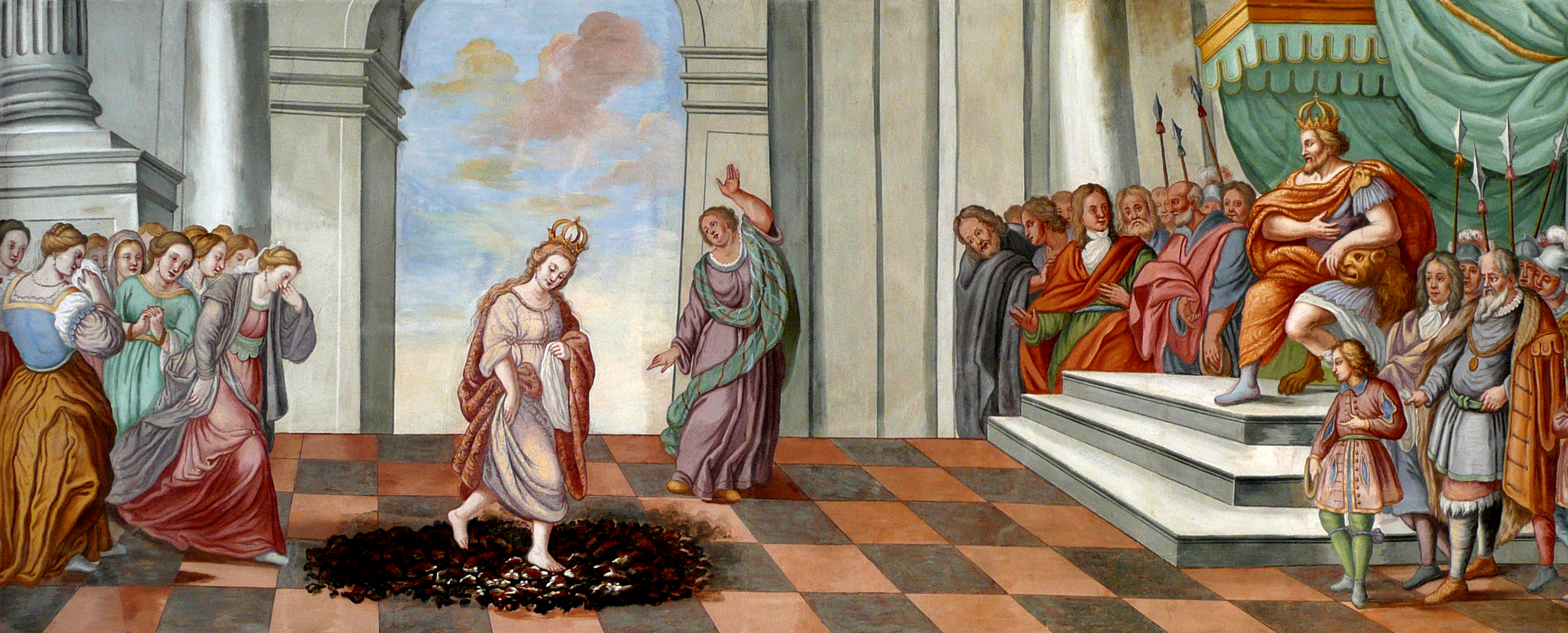
Deckengemälde im Sommersaal

Der Sommersaal befindet sich im Nordflügel und erstreckt sich ebenfalls über zwei Geschosse. Er ist jedoch kleiner als der Kaisersaal, wurde aber auch als Empfangsraum des Fürstabtes genutzt. Hinter dem Sommersaal liegt das barocke Treppenhaus, durch das die Besucher in das ehemalige Kloster kamen. An den Sommersaal grenzten die ehemaligen Wohnräume des Abtes an. Heute ist dort die Fürstliche Bibliothek, der Sommersaal wird als Ausstellungsraum genutzt. Jährlich wechselnde Ausstellungen zum Bestand der Bibliothek werden dort gezeigt.
Der Sommersaal ist mit einer hochwertigen Stuckdecke ausgestattet. Das Deckengemälde zeigt die Feuerprobe der heiligen Kunigunde, Gemahlin von Kaiser Heinrich II. Die heilige Kaiserin Kunigunde, die der Untreue bezichtigt wurde, läuft mit bloßen Füßen über glühende Kohlen. Sie besteht vor den Augen des Kaisers die Feuerprobe. Kaiser Heinrich II. hatte eine enge Verbindung zu Corvey. Er hielt mehrere Hoftage in Corvey ab.
An den Seiten der Decke bilden Stichkappen den Übergang zur Wandgestaltung. In den Lünetten befinden sich in blau-weiß gehaltene Grisaille-Bilder. Diese Bilder sind Fantasielandschaften, die dem Corveyer Hofmaler Ferdinand Ludwig Bartscher zugeschrieben werden.

## Angebote für Besucher der Anlage
Das Westwerk kann von Besuchern der Abtei während der Öffnungszeiten von außen und von innen besichtigt werden. Die Anlagen der Civitas Corvey sind als Bodendenkmal weitgehend unter Bauten der Barockzeit und der folgenden Epochen verborgen und können daher von Besuchern nicht auf die herkömmliche Weise, d. h. durch direkte Betrachtung der Objekte, gesehen werden. Ausgrabungen fanden auf dem Gelände der Schloss- und der Klosteranlage sowie der Wüstung Corvey ab den 1980er-Jahren statt. Im Vorfeld des UNESCO-Welterbeantrags für Corvey sicherten Forscher jedoch zu, dass Forschungen möglichst ohne Eingriff in die sensible Substanz im Boden und somit zerstörungsfrei erfolgen sollten, um Erkenntnisse über die Stadt und das Kloster zu sammeln. Angewandt wurden Methoden wie Begehungen von Ackerflächen, geophysikalische Prospektionen sowie Prospektionen aus der Luft. Als besonders ergiebig erwies sich die Anwendung des Bodenradars.
Durch die genannten Verfahren erworbene Kenntnisse von Wissenschaftlern über Reste der mittelalterlichen Bebauung im Untergrund der Wüstung Corvey wurden Besuchern der Landesgartenschau Höxter 2023 vermittelt, indem diese mit Hilfe der Augmented Reality an mehreren Stellen der Gesamtanlage einen Eindruck erhielten, wie es dort vor 1265 aussah. Die Innovationskraft des Gesamtkonzepts an der Stadtwüstung Corvey liegt nach Aussagen „touristischer Datenmanager“ im „Urbanland Ostwestfalen-Lippe“ „in der Kombination aus der Archäologie des Bodendenkmals und der kulturellen Erlebbarmachung mittels digitaler Technologien.“
Die Digitalisierung des „Erlebnisses der Weltkulturerbestätte Corvey“ für Besucher begann bereits vor der COVID-19-Pandemie in Deutschland. Während der internationalen Tagung „Neue Technologien zur Vermittlung von Welterbe“ in Paderborn und Corvey im November 2019 bewertete Uwe Koch vom Deutschen Nationalkomitee für Denkmalschutz die digitale Visualisierung als „Ergänzung zur analogen Betrachtung“. Bei der Vermittlung von Kulturerbe spielten digitale Tools eine wichtige Rolle, weil sie Erfahrbarkeit verbesserten. „Digitale Tools können Steine zum Sprechen bringen, neue Nutzergruppen erschließen und eine Vernetzung generieren.“, fasste er seinen Standpunkt zusammen. Carolin Kohlhoff, Leiterin des Fachbereichs Welterbe bei der Deutschen UNESCO-Kommission, fügte hinzu: „Der Einsatz neuer Technologien im Welterbe ist ein Meilenstein in der Vermittlungsarbeit, er kann jedoch nicht zur Gänze die Erfahrung und das Erleben einer Stätte vor Ort ersetzen.“ Mitten in der Pandemiezeit, die „analoge“ Besuche dieser Stätte erschwerte oder unmöglich machte, ordnete Birgitta Ringbeck, Leiterin der Koordinierungsstelle Welterbe im Auswärtigen Amt, Corvey in der Kategorie „Best Practice“ bei der Integration analoger Dokumentationstechniken vorangegangener Forschergenerationen in die digitale Erfassung, Vermessung und Vermittlung neuerer Forschungsergebnisse ein.
Der Archäologische Park im Weserbogen soll nach dem Ende der Landesgartenschau weiterbestehen und zum Geschichtspark weiterentwickelt werden.